# Geschichte Ottobrunns

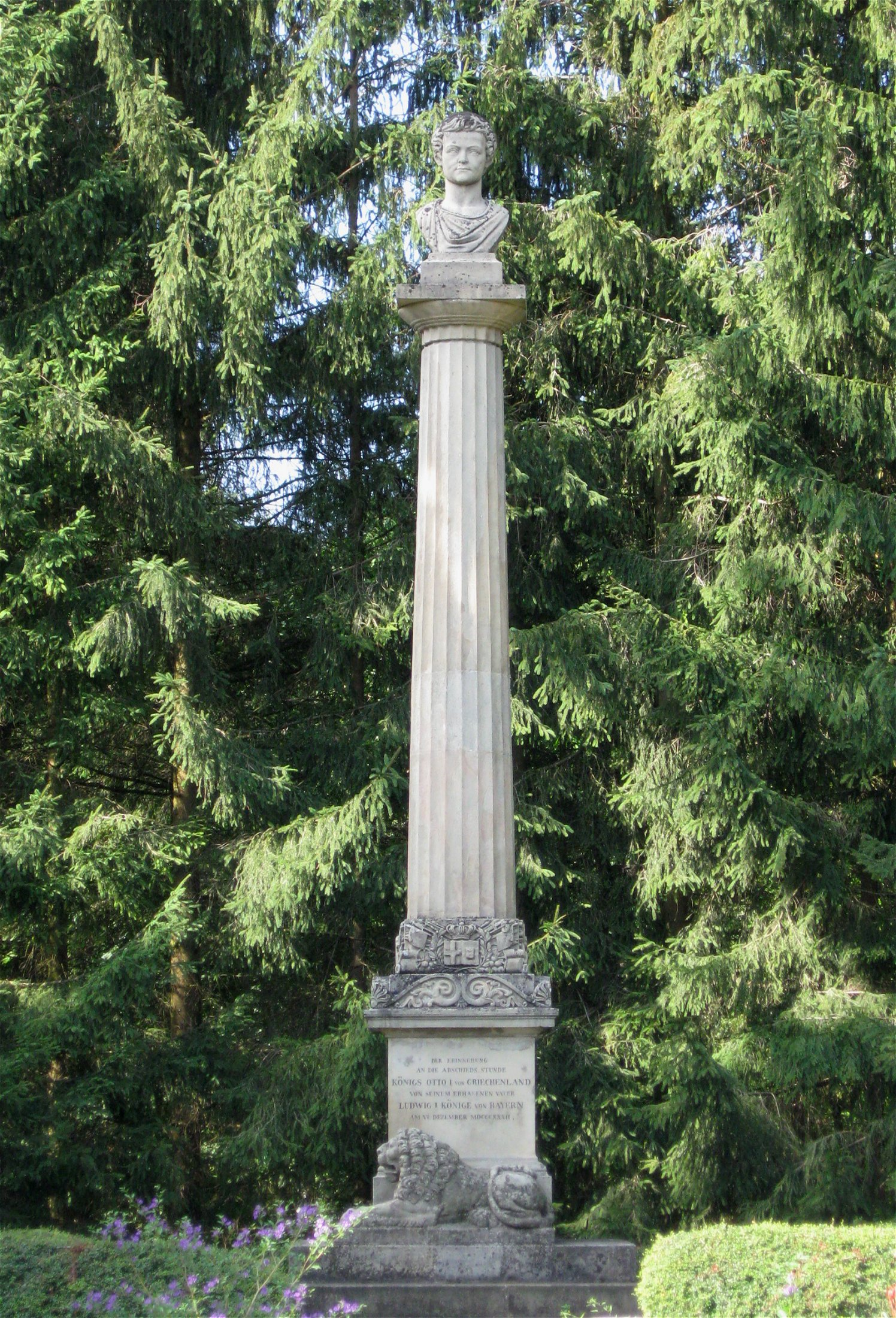
Ottosäule

Die Geschichte Ottobrunns, einer Gemeinde im oberbayerischen Landkreis München, gliedert sich in die Vorgeschichte (um 1800–1902), die Siedlungsgeschichte (1902–1955) und die Gemeindegeschichte (seit 1955).
Noch Anfang des 20. Jahrhunderts war das heutige Gemeindegebiet unbewohnter Wald. Seit etwa 1800 gehörte das bis dahin gemeindefreie Territorium zur Gemeinde Unterhaching. Das erste historisch bedeutsame Ereignis stand im Zusammenhang mit der Reise des Prinzen Otto von Wittelsbach in sein zukünftiges Königreich Griechenland: 1832 nahmen der 17-Jährige und sein Gefolge hier Abschied von Ottos Vater, König Ludwig I. von Bayern. 1834 wurde am Schauplatz des Geschehens eine Gedenksäule, die Ottosäule, errichtet. Der 1913 geprägte und 1921 offiziell eingeführte Name „Ottobrunn“ verweist auf dieses Bauwerk, dessen stilisiertes Abbild auch das Ottobrunner Gemeindewappen ziert.
Die Besiedlung des heutigen Gemeindegebiets setzte 1902 mit dem Bau des Ausflugslokals Waldschlößchen ein. Schon 53 Jahre später, am 1. April 1955, wurde die Waldsiedlung, die bis dahin ein Ortsteil Unterhachings gewesen war, zu einer eigenständigen Gemeinde. Auslöser war ein Bevölkerungswachstum, das wegen des Baus der Luftfahrtforschungsanstalt München (LFM) (1940–1945) sowie des Zustroms an Ausgebombten, Flüchtlingen und Heimatvertriebenen (seit 1942 bzw. 1945) an der Spitze des Landkreises lag. Weitere Entwicklungsimpulse setzten die Übernahme des benachbarten Fliegerhorsts Neubiberg von der US-Luftwaffe durch die Bundeswehr (1958), die Ansiedlung der Bölkow-Entwicklungen KG (1958) – Keimzelle des weltbekannten Luft-, Raumfahrt- und Rüstungskonzerns Messerschmitt-Bölkow-Blohm (MBB) – sowie die Gründung der IABG (1961). MBB (heute Airbus) war maßgeblich dafür verantwortlich, dass Ottobrunn über Jahrzehnte als einer der führenden High-Tech-Standorte Europas galt.
Obwohl seit Mitte der 1990er Jahre zahlreiche Arbeitsplätze in und um Ottobrunn abgebaut und teilweise an andere Standorte verlagert wurden, überschritt Ottobrunn im Jahr 2010 die Marke von 20.000 Einwohnern.

## Allgemeines

### Mittelalter
Die Landeshauptstadt München ist im Süden und Osten von einem mächtigen Waldgürtel umgeben. Er besteht aus acht Forsten (unter anderem dem Höhenkirchener Forst) und wird von drei Fluss- beziehungsweise Bachtälern (unter anderem dem Hachinger Tal) durchquert. Zwischen dem Hachinger Tal und der Hohenbrunner Rodungsinsel, mithin auf dem Gebiet des heutigen Ottobrunn, herrschte einst die größte Hoch- oder Wölbacker-Dichte Altbayerns. Die nebeneinander angeordneten Langbeete, deren Humus zur Mittelachse hin angehäuft war, stammten aus dem Mittelalter. Ihre Speicherkraft ermöglichte auch auf der Münchner Schotterebene mit ihrem schnell versickernden Regenwasser eine bescheidene Form des Ackerbaus.

### 19. Jahrhundert
Ende des 18. Jahrhunderts gab es im Nordwesten des Höhenkirchener Forstes ein knapp fünf Quadratkilometer großes Areal, dessen Lage, Form und Größe dadurch zustande kamen, dass es zu keiner der umgebenden Gemarkungen Unterbiberg, Putzbrunn, Hohenbrunn, Taufkirchen und Unterhaching gehörte. Das Gebiet war somit gemeindefrei („ausmärkisch“) und auch unbewohnt. Sein nördlicher, östlicher und südlicher Grenzverlauf hat sich nahezu unverändert in der heutigen Ottobrunner Gemeindegrenze erhalten. Die Westgrenze, die das Ende des Höhenkirchener Forstes und den Übergang ins Hachinger Tal markierte, bildete ein Feldweg namens Haidgraben, der heute eine asphaltierte Straße im Westen Ottobrunns ist. Um 1800 schlug der bayerische Staat besagtes Territorium den Bauern von Unterhaching im Tausch für Besitzungen im Perlacher Forst zu. Dadurch verschob sich die östliche Gemeindegrenze Unterhachings vom Haidgraben um bis zu drei Kilometer nach Osten.
Von Nordwesten nach Süden durchzog nur die mit Kies und Sand befestigte Staatsstraße („Chaussee“) München – Rosenheim, die Rosenheimer Landstraße, das heutige Gemeindegebiet. Sie hatte nach der Gründung Münchens durch Herzog Heinrich XII. den Löwen (1158) erhebliche Bedeutung als Handelsweg (v. a. Salz, Post) von München nach Salzburg beziehungsweise Innsbruck und Italien erlangt. Gequert wurde die Landstraße von Waldwegen aus Unterhaching, Taufkirchen (Winning), Putzbrunn und Hohenbrunn. Deren Verlauf ist großenteils noch heute im Straßenbild Ottobrunns und des benachbarten Hohenbrunner Ortsteils Riemerling zu erkennen.
Auf der Rosenheimer Landstraße reiste am 6. Dezember 1832 der spätere Namenspatron Ottobrunns, Prinz Otto von Wittelsbach, in sein künftiges Königreich Griechenland. Nach der Befreiung des Landes von über 350-jähriger osmanischer Herrschaft und der Ermordung des Staatsoberhaupts Ioannis Kapodistrias hatte die griechische Nationalversammlung auf Vorschlag der Großmächte Großbritannien, Frankreich und Russland den zweiten Sohn König Ludwigs I. von Bayern zum König von Griechenland gewählt. Beim Straßenwärterhäuschen kurz nach dem Kilometerstein 12 nahm der erst 17-jährige Prinz von seinem Vater Abschied und begab sich mit seinem Gefolge auf die Reise nach Nauplia, der damaligen Hauptstadt Griechenlands. Am 13. Februar 1834 wurde am Schauplatz des Geschehens eine vom Münchner Steinmetzmeister Anton Ripfel geschaffene und gestiftete dorische Steinsäule enthüllt, auf deren Kapitell eine Büste Ottos thront. Die Ottosäule ist heute das Wahrzeichen Ottobrunns und steht im Mittelpunkt des Gemeindewappens.
In den nächsten fünf Jahrzehnten gab es nach heutigem Wissen keine nennenswerten Ereignisse auf Ottobrunner Flur. Erst 1890 entstand am nördlichen Eintritt der Rosenheimer Landstraße in den Höhenkirchener Forst (heute Ecke Alte Landstraße/Haidgraben) ein Milchviehhof („Schwaige“, 1976 abgerissen), der auch eine Gaststätte für Fuhrleute, Boten, Wanderer, Pilz- und Beerensammler beherbergte. Das Anwesen gehörte von 1893 bis 1973 zum landwirtschaftlichen Mustergut der Finck-Stengelschen Gutsverwaltung in Unterbiberg. Es blieb aber alleinstehend und löste keine Besiedlung der Gegend aus.

### Frühes 20. Jahrhundert (bis 1933)
Erst Anfang des 20. Jahrhunderts begannen naturliebende und stadtmüde Münchner unter dem Eindruck der Lebensreform-Bewegung, im Nordwesten des Höhenkirchener Forstes Parzellen zu erwerben, um darauf Wochenend-, Block- oder Landhäuser zu errichten. Aus diesen versprengten Siedlungskernen (Streusiedlung) bildeten sich mit der Zeit Waldkolonien, die ihrerseits zusammenwuchsen und schließlich vom Bayerischen Staatsministerium des Innern in den Rang von Ortsteilen bestehender Gemeinden erhoben wurden. Beispiele sind Waldperlach (Gemeinde Perlach), Neubiberg (Unterbiberg), Waldkolonie (Putzbrunn), Riemerling (Hohenbrunn) und Ottobrunn (Gemeinde Unterhaching). Weil das Wachstum einiger Kolonien an den Gemeindegrenzen nicht Halt machte, ordneten selbst Einheimische ihre Anwesen oft der falschen Gemeinde zu.

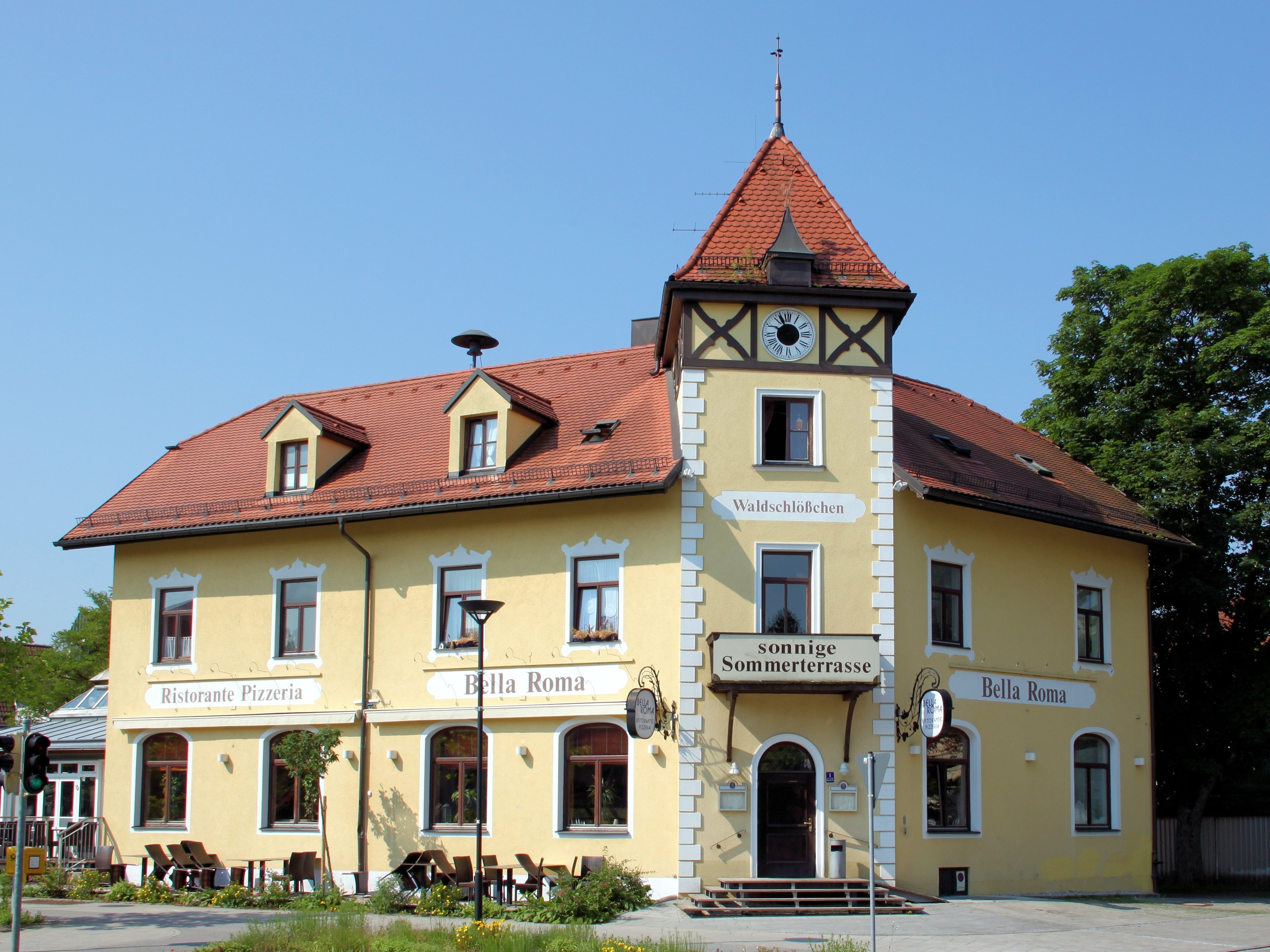
Waldschlößchen

Auf dem heutigen Ottobrunner Gemeindegebiet setzte die Besiedlung im Jahr 1902 ein. Der Münchner Kaufmann und Baumeister Clemens Schöps baute an der Rosenheimer Landstraße rund 800 Meter südlich der „Schwaige“ (heute Ecke Prinz-Otto-Straße) ein repräsentatives Ausflugslokal namens Waldschlößchen (früher auch Waldschlößl) sowie drei Villen. Das „Waldschlößchen“ ist als einziges bis heute erhalten geblieben und somit das älteste existierende Gebäude Ottobrunns.
Zwischen 1902 und 1904 wurde die Eisenbahnlinie München-Ost – München-Giesing durch den Höhenkirchener Forst nach Aying verlängert. Ihr jährliches Fahrgastaufkommen erhöhte sich zügig von 110.000 (1905) auf 475.000 (1916). Dadurch lernten viele Wochenend- und Feiertagsausflügler die Reize des von vereinzelten Heidefluren durchsetzten Waldes vor den Toren Münchens kennen und schätzen. Von der Ottosäule aus lagen die nächsten Eisenbahn-Haltepunkte in Hohenbrunn und Neubiberg. In der Folgezeit ließen sich immer mehr aus München stammende „Kolonisten“ – wie sie sich selbst nannten – in ihren Wochenendhäuschen im Grünen nieder, anfangs noch ohne Elektrizität, fließend Wasser, ärztliche Versorgung, Einkaufsmöglichkeiten und kommunale Infrastruktur. Wer in die Schule, die Kirche oder den Turn- und Sportverein, zur Sparkasse oder Gemeindekanzlei wollte, musste sich in das drei Kilometer entfernte Unterhaching begeben. Die Post lag für die Kolonisten nördlich der heutigen Putzbrunner Straße in Perlach, für alle anderen in Hohenbrunn. Vor der Bebauung und Bepflanzung musste man die Waldparzellen roden und durch Kiesstraßen erschließen sowie den nur 20–30 Zentimeter starken, nährstoffarmen Waldboden durch Zufuhr von Düngemitteln in fruchtbares Gartenland verwandeln. Meist geschah das in Eigenarbeit oder unter Mithilfe des Bauherrn. Auch den seinerzeit berühmten Komponisten Ermanno Wolf-Ferrari, nach dem 70 Jahre später das Ottobrunner Kulturzentrum benannt wurde, zog es 1915 in die Ruhe des Waldes, die ihm ein freies und ungestörtes Arbeiten ermöglichte.

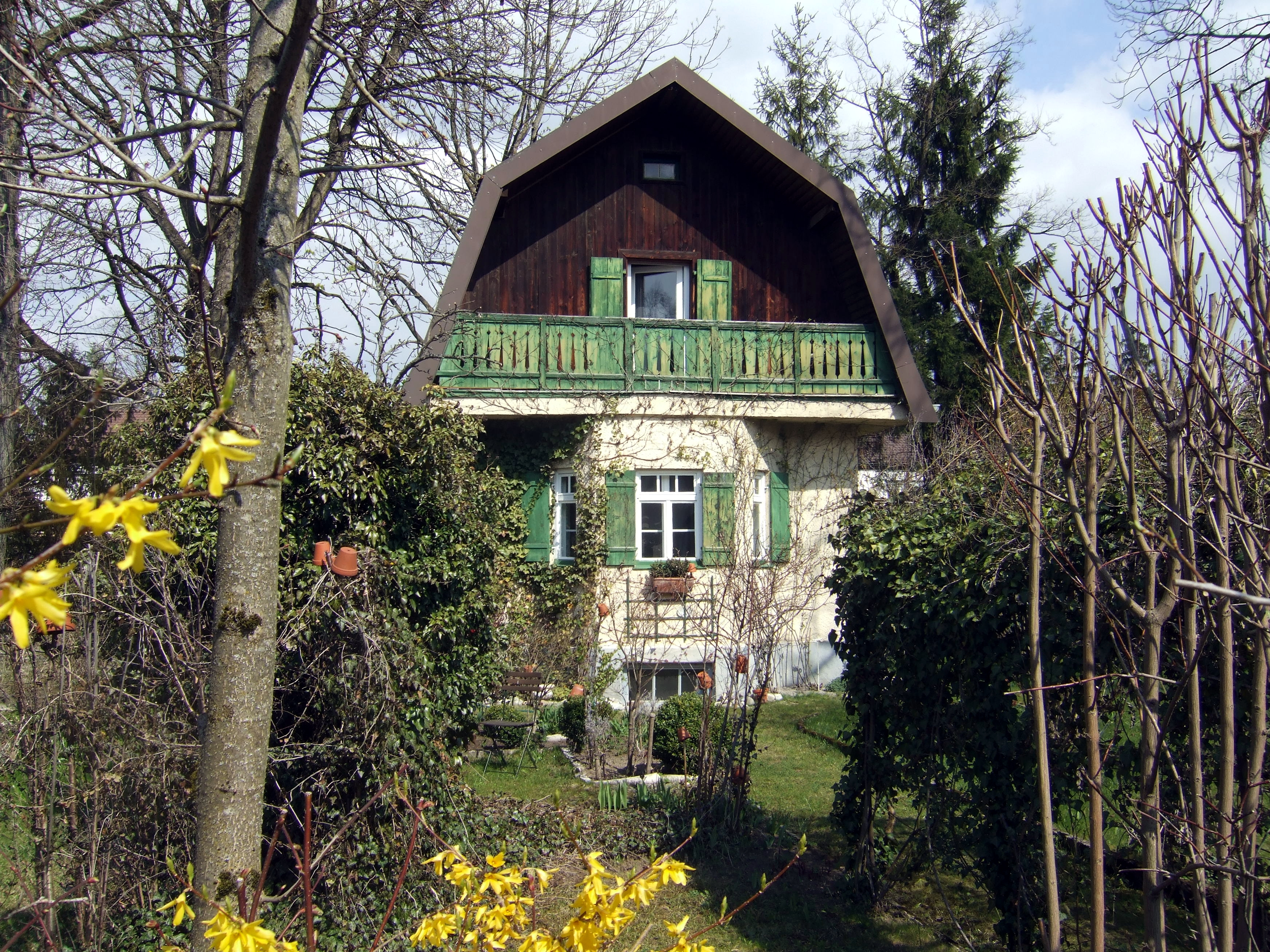
Mansardenhaus aus der Frühzeit Ottobrunns (Bahnhofstraße)

Auf diese Weise entstanden bis 1916 im Osten der Gemarkung Unterhaching mehrere Waldkolonien, deren Lage sich meist anhand des schnurgeraden Verlaufs der zugehörigen Straßen noch heute erkennen lässt: die Parkkolonie Neubiberg, die Kolonie Ottohain, die Otto-Kolonie sowie die Kolonie an der heutigen Spitzwegstraße. Ausläufer eines Besiedlungsschubs im benachbarten Neubiberg erlebte der Ottobrunner Norden (mittlere Hirtenstraße, westliche Promenadestraße) durch die amtlich veranlasste Vergabe von Grundstücken an heimgekehrte Kriegsgefangene aus dem Ersten Weltkrieg („Siedlung Heimatland“). Die Schwaige lag abseits im Norden, desgleichen die Ottosäule im Süden.
Seit 1910 rangen die inzwischen entstandenen Siedlervereinigungen mit den staatlichen Organen um eine Anerkennung ihrer Namensvorschläge für die heranwachsende Siedlung. Die Kolonisten beantragten Waldlust (1910), doch der Gemeindeausschuss Unterhaching verlangte Neuhaching (1912). Die Siedler, fast durchweg Münchner Herkunft und ohne innere Bindung zu Unterhaching, wollten dies aber nur als Zusatz vor ihren eigenen Kolonienamen akzeptieren. Dies wiederum lehnte das königliche Bezirksamt München ab (1913). Am 8. September 1913 schlug die königliche Regierungsfinanzkammer dem Bezirksamt den Namen Ottobrunn vor. Er verwies auf die in der Nähe des Siedlungsgebiets befindliche Säule zur Erinnerung an König Otto von Griechenland. Die Endung „-brunn“ wählte man in Analogie zu den historischen Namen der unmittelbar benachbarten Gemeinden Putzbrunn und Hohenbrunn. Am 31. Januar 1921 genehmigte das Staatsministerium des Innern diesen Namen.
1912 wurde die Parkkolonie an das Stromnetz der Amperwerke angeschlossen. 1917 folgte die nächste Ottobrunner Kolonie, und 1926 war erstmals das gesamte damalige Ottobrunner Siedlungsgebiet elektrifiziert. 1914 wurde eine etwa 25 Mann starke Freiwillige Kolonistenfeuerwehr gegründet. Im selben Jahr erhielt Ottobrunn auch sein erstes Wasserwerk (Prinz-Otto-Straße 9). 1918 wurde im Wirtsgarten der „Schwaige“ eine Gartenlaube, das sogenannte Salettl, als katholische Notkirche ausgestattet. 1920 errichtete man auf dem Gelände der heutigen Schule an der Friedenstraße die sogenannte Waldschule. Der zunächst einzige Klassenraum hatte eine Fläche von 60 Quadratmetern. 1922 wurde an der Eisenbahnlinie auf Höhe der heutigen Ottostraße der Haltepunkt Waldlust eingerichtet.

### „Drittes Reich“ vor dem Zweiten Weltkrieg (1933–1939)
Anfang der 1930er Jahre war der weitaus größte Teil des heutigen Ottobrunner Gemeindegebiets noch immer unbewohnter Wald. Im Südwesten bildete der Ranhazweg die südliche Siedlungsgrenze. Östlich der Bahnlinie gab es außer der Ottostraße und Putzbrunner Straße nur die Roseggerstraße, die Ludwig-Thoma-Straße, die Waldschmidtstraße, die Goethestraße, die Schillerstraße, die Theodor-Körner-Straße und die Spitzwegstraße (damals Hindenburgstraße).
1933 zerstörten Nationalsozialisten das Denkmal für den ersten Reichspräsidenten der Weimarer Republik Friedrich-Ebert am heutigen Friedrich-Ebert-Platz. Im selben Jahr wurde nordwestlich und westlich von Ottobrunn mit dem Bau des Flugplatzes München-Süd (ab 1935: Fliegerhorst Neubiberg) begonnen. Zwischen der Clemens-Schöps-Straße und dem heutigen Hans-Kreß-Wald stieß er direkt an den Haidgraben. Schon drei Jahre später zählte die Einrichtung 1816 zivile Mitarbeiter und rund 2400 Soldaten. Um die Wohnungsnot der Beschäftigten und ihrer Familien zu lindern, wurde unter anderem in Ottobrunn (zwischen Feldstraße und Prinz-Otto-Straße) eine Wohnanlage für Offiziere gebaut (Fertigstellung 1. Juni 1936). 1936 wurden an der heutigen Friedrich-Ebert-Straße Häuser für den Fliegerhorst-Kommandanten und den Leiter der Standortverwaltung errichtet. Der von vielen Ottobrunnern erhoffte wirtschaftliche Aufschwung für die Siedlung durch den Flugplatz blieb dagegen aus. Auch wurde ihr Grundbesitz durch das Gedröhn der tief fliegenden Geschwader massiv entwertet.
Zwischen 1933 und 1935 entstand zwei Kilometer westlich des Haidgrabens der erste Abschnitt der Reichsautobahn 26 (München – Landesgrenze; ab 1941: Salzburg). Allerdings war auf den ersten 25 Kilometern (bis Holzkirchen) und damit auch bei Ottobrunn keine Anschlussstelle vorgesehen. Für den Bau der Trasse hatte man ab 1931 am Haidgraben auf der Höhe des heutigen Sportparks eine mehrere 100 Meter lange Kiesgrube ausgehoben, die fast bis zum Erlenweg und zur Schwalbenstraße reichte.
1936 wurde am Ranhazweg (Nr. 31) das zweite Wasserwerk Ottobrunns gebaut. 1936–1937 entstand an der Friedenstraße (heute Nr. 17) die Pfarrkirche St. Otto. 1937 wurde neben der Waldschule, die inzwischen 189 Schüler hatte, ein Schulgebäude mit vier Klassenräumen gebaut. Es bildete den Kern der heutigen Volksschule an der Friedenstraße (Schule I).

### Zweiter Weltkrieg (1939–1945)
Mit Beginn des Zweiten Weltkrieges steigerte sich der Zuzug von München nach Ottobrunn erheblich. Wer dort ein Block- oder Sommerhaus besaß, versuchte die Großstadt zu meiden. Noch stärker wurde der Druck auf die Siedlung nach den ersten schweren Luftangriffen auf München im Jahr 1942. Die Wehrmacht stellte damals Baracken als Ausweichlager für ausgebombte, ins Umland evakuierte Münchner auf. Die auf einer Waldlichtung gelegene Kirche St. Otto erhielt zur Vorbeugung gegen Fliegerangriffe einen Tarnanstrich, der erst Anfang der 1950er Jahre wieder entfernt wurde.

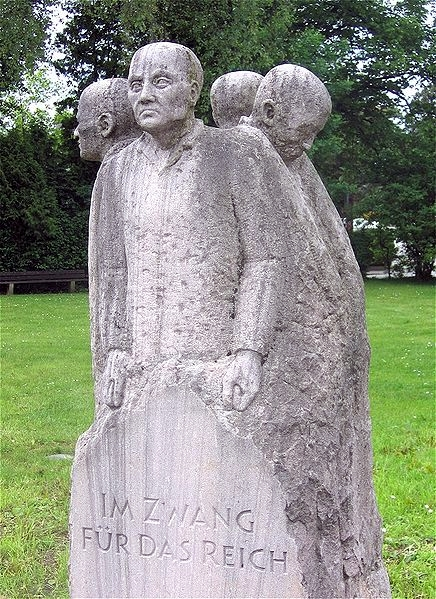
Denkmal (2001) zur Erinnerung an das KZ-Außenlager Ottobrunn

1940 begann der Flugzeughersteller Messerschmitt (Augsburg) im Auftrag des Reichsluftfahrtministeriums mit dem Bau einer militärisch motivierten Großforschungseinrichtung, der Luftfahrtforschungsanstalt München e. V. (LFM). Das bis dahin unbewohnte Gelände erstreckte sich vom Südwesten des heutigen Ottobrunner Gemeindegebiets (zwischen Haidgraben, Ranhazweg und Drosselstraße) bis in den Norden der Gemeinde Brunnthal. Es lag strategisch günstig in der Nähe des Fliegerhorsts Neubiberg und der Autobahn München – Landesgrenze (Salzburg). Zudem war die Gefahr von Bombardierungen wegen der Waldlage geringer als in München. Die LFM sollte neue Versuchsapparaturen für die Forschung erproben und betreiben. Im Norden des Geländes, auf heutiger Ottobrunner Flur, befand sich das Aerodynamische Institut. Es verfügte über große Windkanäle mit für damalige Verhältnisse sehr exakten Messeinrichtungen. Die Projekt- und Grundlagenforschung hätte damit eine neue Qualität bekommen. Doch obwohl die LFM einen Großteil der Forschungsgelder des Reichsluftfahrtministeriums verschlang, war das Projekt kriegsbedingt von Material- und Personalengpässen, Terminverzögerungen und Provisorien geprägt.
Um dem Personalmangel beim Bau der LFM abzuhelfen, wurde Anfang 1944 ein Außenlager des Konzentrationslagers Dachau eingerichtet und im Mai 1944 eröffnet. Es lag an der heutigen Zeisigstraße zwischen Dunant- und Zaunkönigstraße. 350 bis 600, zeitweise sogar bis zu 900 Gefangene mussten unter unmenschlichen Bedingungen Zwangsarbeit leisten. Dennoch blieb das Forschungsprojekt bis zum Kriegsende unvollendet. Das KZ-Außenlager wurde vermutlich am 1. Mai 1945 geräumt.

### Von der Nachkriegszeit bis zur Ausgemeindung (1945–1955)
Im Jahr 1947 suchte das Kreisflüchtlingsamt in Verbindung mit dem Regierungsbeauftragten für das Flüchtlingswesen nach einem Standort für ein Hilfskrankenhaus im Raum München. Es sollte Kranke aus Regierungsflüchtlingslagern (z. B. in München-Allach) behandeln, die in den ausgelasteten Münchner Krankenhäusern keine Aufnahme mehr fanden. Fündig wurde man im verwaisten Bauleitgebäude der ehemaligen Luftfahrtforschungsanstalt. Es stand an der Stelle der heutigen Grundschule an der Albert-Schweitzer-Straße (Schule III). Das von der Inneren Mission geleitete Krankenhaus mit angeschlossenem Altersheim spezialisierte sich in den folgenden Jahren auf Innere Medizin. Von 1955 bis 1966 war in dem Gebäudekomplex auch das zuvor in München beheimatete Diakonissenmutterhaus untergebracht. Ende 1966 wurde das Krankenhaus stillgelegt und 1968 abgerissen.
1949/1950 verlängerte die US-amerikanische Luftwaffe (USAFE) die Start- und Landebahn des Militärflugplatzes Neubiberg über die Staatsstraße 2078 (Rosenheimer Landstraße) hinweg nach Nordosten. Deshalb musste die Staatsstraße in einem Bogen, bestehend aus dem heutigen Amalienweg (bis 2002 „Neue Rosenheimer Landstraße“) und der Neubiberger Äußeren Hauptstraße, um den Flugplatz herumgeführt werden. An den ursprünglichen Verlauf der Staatsstraße erinnert der Straßenname Alte Landstraße (bis 2002 „Alte Rosenheimer Landstraße“). Erst 2002 wurde der Umweg nach einer Untertunnelung der Start- und Landebahn zurückgebaut.
Unmittelbar nach dem Zweiten Weltkrieg stieg die Einwohnerzahl Ottobrunns durch den Zuzug von Flüchtlingen und Heimatvertriebenen sprunghaft an. Doch zum Leidwesen der Siedler war die Siedlung noch immer ein Ortsteil von Unterhaching. Die Ottobrunner fühlten sich von ihrer Muttergemeinde benachteiligt und glaubten, dass ihre Wünsche von der damals noch steuerschwachen Gemeinde Unterhaching nicht rasch genug erfüllt würden. Zudem lagen Ottobrunn und Unterhaching drei Kilometer auseinander, waren durch die Autobahn getrennt und wurden von unterschiedlichen Eisenbahnlinien bedient.

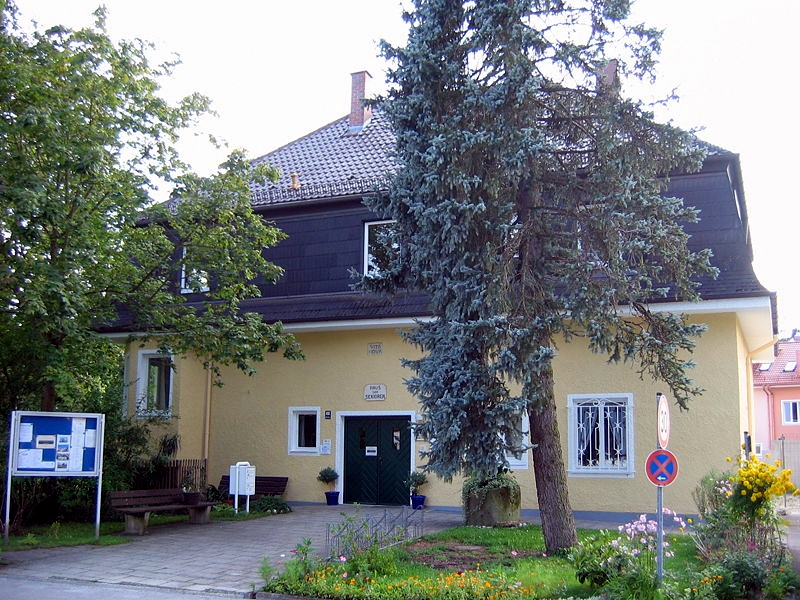
Villa von Ermanno Wolf-Ferrari und ehemaliges Rathaus

Am 22. März 1947 fasste der Gemeinderat Unterhaching einstimmig den Beschluss, Ottobrunn auszugemeinden. Nach Einrichtung einer provisorischen Ottobrunner Gemeindeverwaltung stellte der Unterhachinger Gemeinderat am 12. März 1953 einstimmig den Antrag auf Einleitung des Ausgemeindungsverfahrens. Am 8. Oktober 1953 wurde die endgültige Selbständigmachung beschlossen. Eine Einigung über den Verlauf der gemeinsamen Gemeindegrenze erzielte man am 16. Oktober 1953. Das Ottobrunner Gemeindegebiet bestand im Wesentlichen aus dem ursprünglich gemeindefreien Areal im Höhenkirchener Forst, das der bayerische Staat um 1800 der Unterhachinger Bauernschaft zugeschlagen hatte, sowie einem knapp 200 bis 600 Meter breiten Streifen westlich des Haidgrabens, der schon vor 1800 zur Gemarkung Unterhaching gehört hatte. Anderthalb Jahre später, am 1. April 1955, wurde Ottobrunn schließlich selbständig. Zuletzt hatte Ottobrunn mit 5795 Einwohnern die Kerngemeinde Unterhaching mit 4975 Einwohnern zahlenmäßig überholt. Auch im Unterhachinger Gemeinderat hatte Ottobrunn mit neun zu sieben Vertretern die Mehrheit gestellt. Als Rathaus diente bis 1983 die ehemalige Villa von Ermanno Wolf-Ferrari (Mozartstraße 68).

### Erste Jahrzehnte als selbständige Gemeinde (1955–1991)

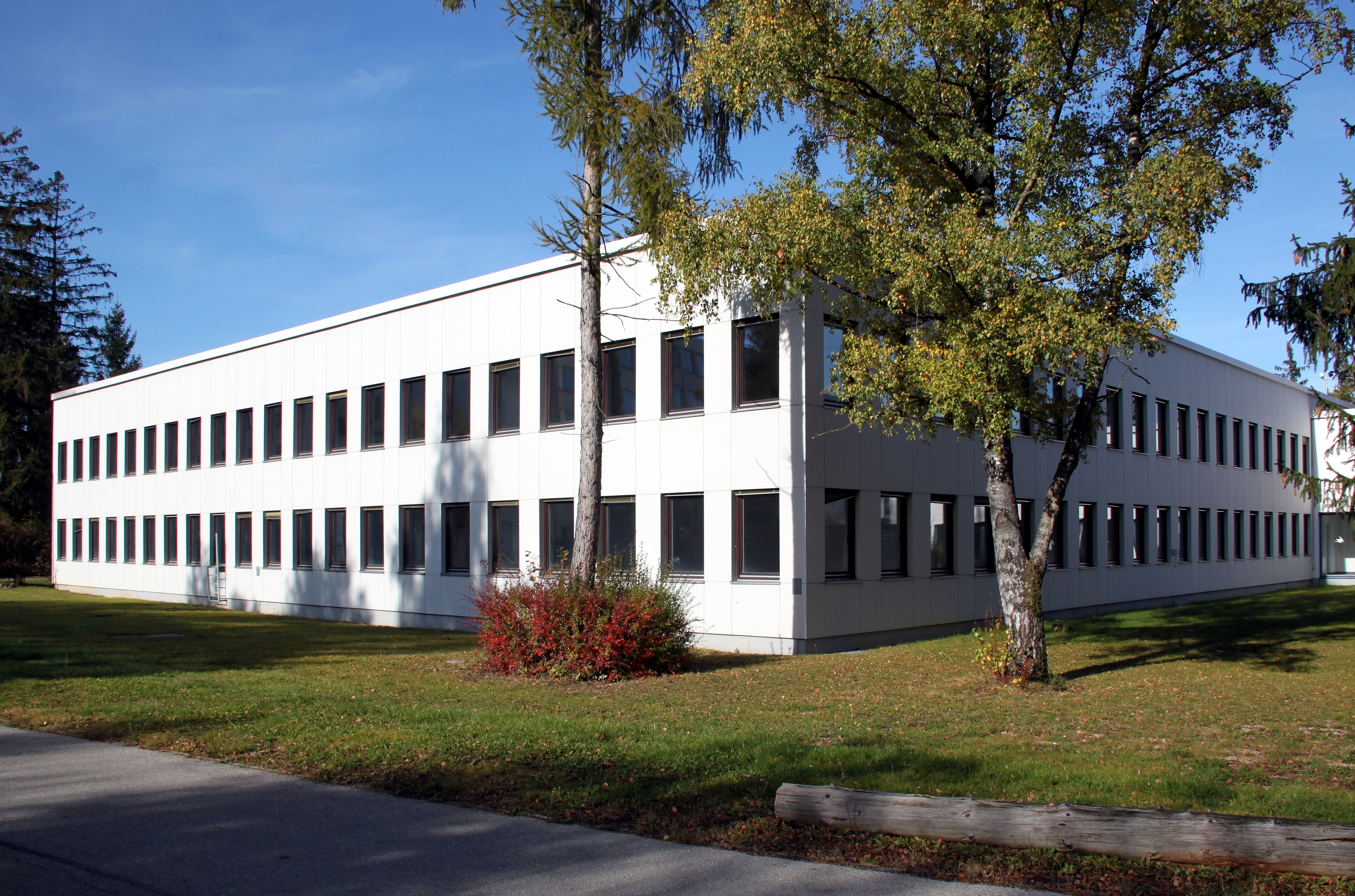
Ehemalige Zentrale von
Messerschmitt-Bölkow-Blohm (MBB)

1958 verlagerte der Luftfahrtpionier Ludwig Bölkow sein Unternehmen Bölkow-Entwicklungen KG mit 223 Mitarbeitern vom Flughafen Stuttgart auf das Gelände der ehemaligen LFM. In den Gebäuden des einstigen, auf Brunnthaler Flur gelegenen Instituts für Triebwerksforschung wurden die in Stuttgart begonnenen Raketenversuche fortgesetzt. In den folgenden Jahrzehnten wurde das fast 80 Hektar große LFM-Gelände zu einem Zentrum der Luft-, Raumfahrt- und Rüstungsindustrie ausgebaut, das im internationalen Vergleich nur wenig seinesgleichen hatte. Eigentumsverhältnisse, Unternehmensbezeichnungen und Rechtsformen wechselten häufig: Bölkow GmbH (ab 1965), Messerschmitt-Bölkow-Blohm GmbH (MBB; ab 1969), Deutsche Aerospace AG (DASA; ab 1989), Daimler-Benz Aerospace AG (Dasa; ab 1994), DaimlerChrysler Aerospace AG (Dasa; ab 1998), EADS Deutschland GmbH (seit 2000), und schließlich Airbus Defence and Space (DS) (seit 2014). Das Gelände gehört noch heute weitgehend zur Gemarkung Taufkirchen, der Sitz der Geschäftsführung war jedoch Jahrzehnte lang in Ottobrunn. Der Unternehmensstandort wurde daher – pars pro toto – mit Ottobrunn bezeichnet und wurde unter diesem Namen auch weltweit bekannt. Als Ludwig Bölkow 1977 aus der MBB-Geschäftsführung ausschied, war MBB das größte Luft- und Raumfahrtunternehmen der Bundesrepublik. Allein im Werk „Ottobrunn“ arbeiteten rund 6.500, Ende der 1980er Jahre sogar rund 10.000 Mitarbeiter.
1961 entstand in unmittelbarer Nachbarschaft zur Bölkow-Entwicklungen KG die auf Taufkirchener Flur gelegene Industrieanlagen-Betriebsgesellschaft (IABG). Auch am Zustandekommen dieses technisch-wissenschaftlichen Dienstleistungsunternehmens war Ludwig Bölkow wesentlich beteiligt. In Spitzenzeiten arbeiteten von den fast 1800 Mitarbeitern fast 1600 am Standort „Ottobrunn“.

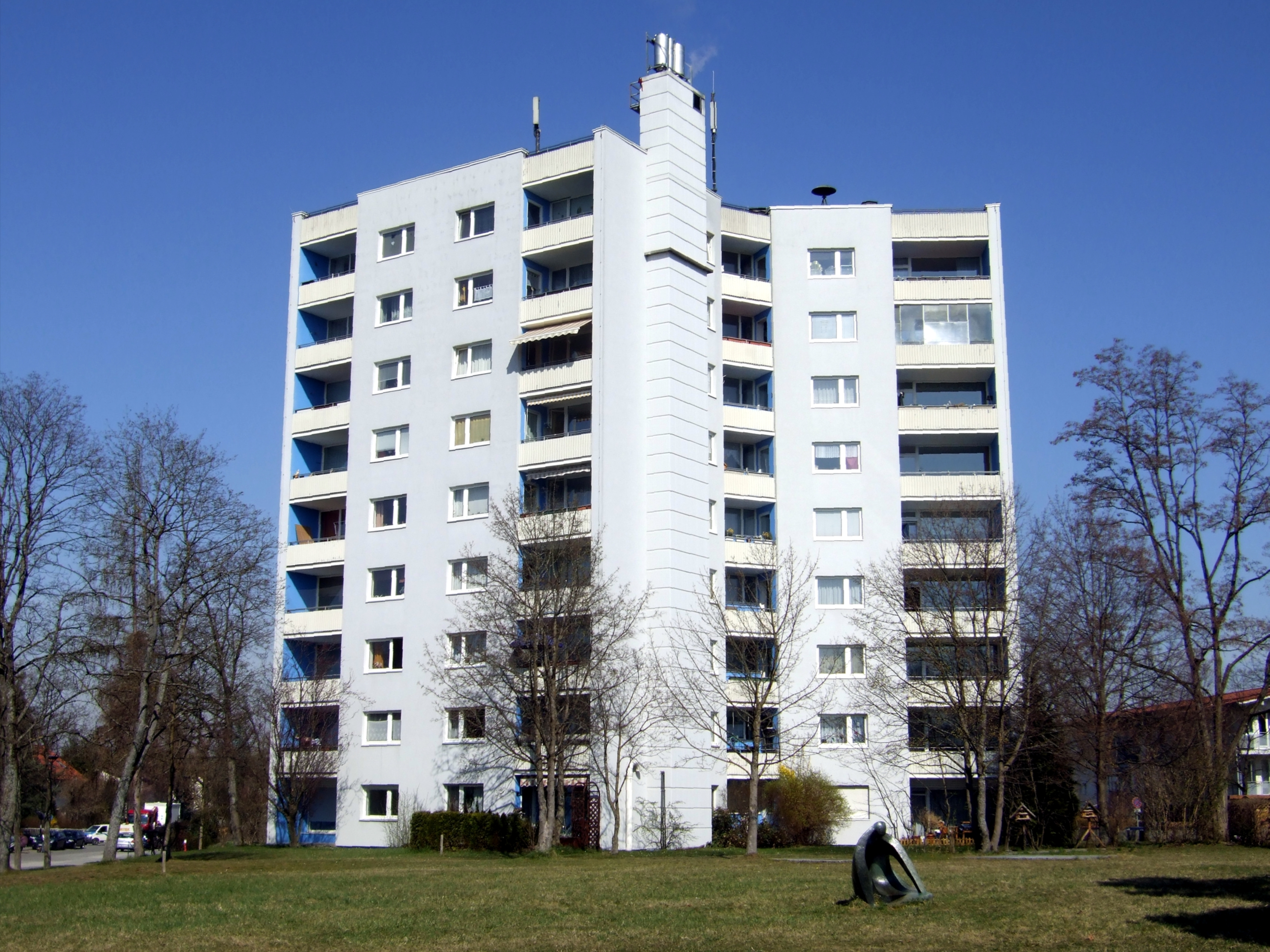
Das „Sternhaus“ (1960), Ottobrunns erstes Hochhaus (Rubensstraße)

Das rapide Wachstum dieser Unternehmen übte auf Ottobrunn einen enormen Siedlungsdruck aus. Vor allem unter dem ersten Bürgermeister Anton Wild (1955–1962) änderte sich das Erscheinungsbild Ottobrunns grundlegend. Es entstanden Neubausiedlungen, zum Teil mit Hochhäusern (z. B. an der Lenbachallee), und Gewerbegebiete. Vor diesem Hintergrund formierte sich 1962 die Bürgervereinigung Ottobrunn e. V. (BVO), eine Bürgerinitiative, die sich seither für den Erhalt des noch verbliebenen Gartensiedlungs-Charakters einsetzt. Die Pläne des Bürgermeisters zur Umgestaltung des Ortsbildes sahen unter anderem den Bau von Straßen durch bisher private Grundstücke mit zum Teil erst kurz zuvor gebauten Häusern vor. Außerdem sollte die von Hochhäusern geprägte Siedlung an der Lenbachallee durch Hochhausketten an der parallel verlaufenden Mozartstraße und der Rosenheimer Landstraße zu einem sogenannten (schließlich nicht realisierten) Hochhaus-„Kamm“ erweitert werden. Als Wild die anfängliche Unterstützung des Gemeinderates verlor, trat er am 9. März 1962 zurück.
Die 1960er und 1970er Jahre waren in Ottobrunn von einem massiven Siedlungsbau zur Bewältigung des Bevölkerungswachstums geprägt (siehe Abschnitte „Einwohnerentwicklung“ sowie „Entwicklung des Wohnungs- und Siedlungsbaus“). In dieser Zeit entstanden die Siedlung an der Lenbachallee, die Atriumsiedlung, die Siedlung an der Zaunkönigstraße, die Parksiedlung, die Eichbauer-Siedlung und die Siedlung an der Ottosäule.
Zwischen 1969 und 1978 erlebte Ottobrunn den Bau zahlreicher Sport- und Freizeiteinrichtungen im Südwesten der Gemeinde. Das größte Projekt war der neun Hektar große Sportpark am Haidgraben mit einem Fußball- und Leichtathletikstadion, einem Hallenbad, einer Mehrzweckhalle und einem Eislaufstadion als Hauptattraktionen. Der 1971 angelegte Park am Ecke Ranhazweg/Drosselstraße wurde mit einem großen Spielplatz und einer Minigolf-Anlage ausgestattet. In dieselbe Zeit fiel auch die Ausgabe des ersten „Ottobrunner Ferienpasses“ (1973).
1975 verfügte Ottobrunn über ein Straßennetz von 45 und ein Kanalisationsnetz von 38 Kilometern. Noch 20 Jahre zuvor war die Rosenheimer Landstraße die einzige fest ausgebaute Straße im Gemeindegebiet gewesen. Bis zur Gründung des Abwasser-Zweckverbands (heute Zweckverband München-Südost) im Jahr 1960 hatte Ottobrunn zudem auch keine Kanalisation besessen.
In den 1980er Jahren verlagerte sich das Baugeschehen in die Mitte des Gemeindegebiets. Da Ottobrunn keinen gewachsenen Ortsmittelpunkt hatte, in dem sich Politik, Kultur, Gesellschaft und Gewerbe zusammenfanden, wurde er von Grund auf geplant. Nach einem ersten, wieder verworfenen Anlauf (1969) kam die vom Münchner Architekturbüro Goergens und Miklautz konzipierte „Neue Ortsmitte“ (1975/76) auf einem 8,5 Hektar großen, weitgehend unbebauten Areal zwischen Rosenheimer Landstraße, Putzbrunner Straße, nördlicher Richard-Wagner-Straße und Schubertstraße (heute: Am Bogen) zur Ausführung. Ziel war die Schaffung einer sozialen Mitte, die kommunale und gewerbliche Interessen gleichermaßen berücksichtigte und zudem weiteren Wohnraum bot. In kurzer Folge entstanden ein neues Rathaus (1981–1983), eine Fußgängerzone mit Ladenzeilen (1984) sowie das Kultur- und Veranstaltungszentrum Wolf-Ferrari-Haus (1983–1986). Von vergleichbaren Ortsmitte-Planungen im Umfeld Münchens unterschied sich das sogenannte „Ottobrunner Modell“ grundlegend durch die Aufteilung in (insgesamt 64) Einzelparzellen und deren individuelle Bebaubarkeit mit unterschiedlichen Bauherren und Architekten im Rahmen eines vorgegebenen städtebaulichen Konzepts.

### Nach dem Ende des „Kalten Krieges“ (1991–2013)

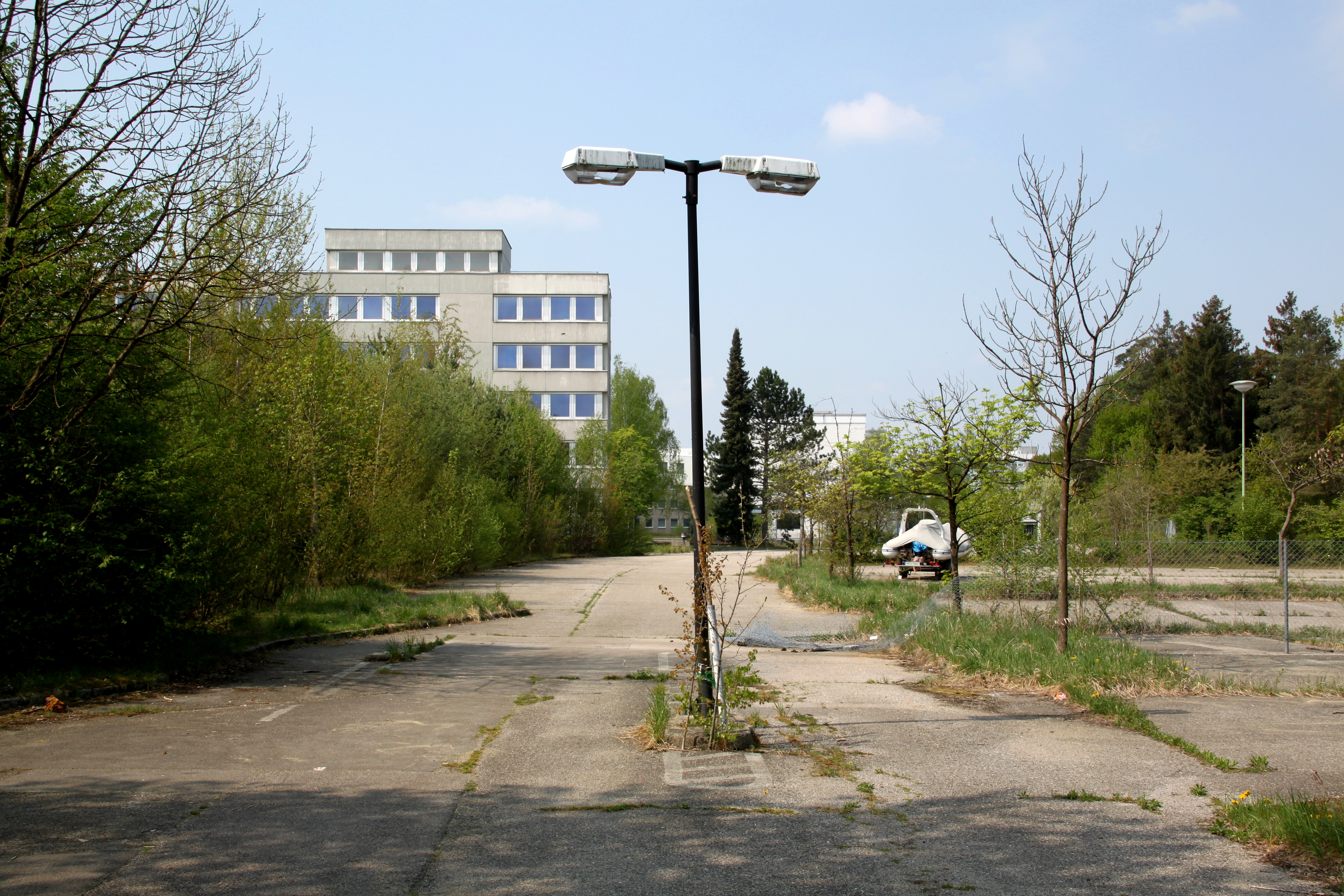
Gebäude-Leerstand und veraltete Infrastruktur im Ottobrunner Teil des ehemaligen IABG-Werksgeländes

Das Ende des Kalten Krieges löste in Ottobrunn eine massive Strukturkrise aus. Der aus dem MBB/IABG-Gelände hervorgegangene Technologie- und Innovations-Park (TIP) im Grenzgebiet von Ottobrunn und Taufkirchen büßte durch die Streichung staatlicher Rüstungsaufträge und die Konzentration von Luftfahrt-Entwicklungsprojekten an anderen Standorten viel von seiner Stellung als herausragendem europäischen Hochtechnologie-Standort ein. Selbst unternehmenspolitische Entscheidungen, die nur den Taufkirchener Teil des TIP betrafen, hatten wegen der zahlreichen, in unmittelbarer Ottobrunner Nachbarschaft lebenden Beschäftigten und deren Familien erhebliche Auswirkungen auf diese Gemeinde.
Ab 1995 baute die Dasa im Zuge ihres konzernweiten Sparprogramms DoLoRes allein am Standort „Ottobrunn“ mehrere 100 Arbeitsplätze ab. 1997 strich sie in ihrer dortigen Hubschrauberentwicklung 200 Arbeitsplätze und verlagerte 650 nach Donauwörth. Dieser Verlust wurde auch nicht durch die 250 Ingenieure wettgemacht, die die EADS am Standort „Ottobrunn“ für Navigationssatelliten und Antriebe einstellte. Ab 2007 verlegte die EADS ihre Entwicklungsabteilung mit rund 2200 Mitarbeitern vom Standort „Ottobrunn“ nach Manching. In Verbindung mit der Weltwirtschaftskrise 2009 sank in Ottobrunn die Zahl der sozialversicherungspflichtig Beschäftigten im produzierenden Gewerbe zwischen 2008 und 2009 (jeweils 30. Juni) um 34,8 Prozent (Landkreis: minus 7,6 Prozent). 2010 verlagerte die Bosch Sicherheitssysteme GmbH ihre Zentrale mit 670 Arbeitsplätzen von Ottobrunn nach Grasbrunn.
Bis 2012 konzentrierte die EADS ihren Geschäftsbereich Eurocopter in Donauwörth. Hierzu wurde die Hubschrauber-Entwicklung am Standort „Ottobrunn“ mit 630 Arbeitsplätzen aufgelöst. 2013 verlagert die EADS 75 Stellen ihres Verwaltungssitzes am Standort „Ottobrunn“ ins südfranzösische Toulouse.
Eine führende Stellung behielt der Standort „Ottobrunn“ lediglich bei Raumfahrt-Entwicklungsprojekten (z. B. Astrium, Raumfahrt-Testzentrum der IABG).
Seit Anfang der 1990er Jahre ist Ottobrunn im Bereich Energiesparen und Klimaschutz sehr aktiv. So wurde die Gemeinde für diese Bemühungen 2005 mit dem zweiten Platz im bundesweiten Wettbewerb Energiesparkommune bei den Gemeinden bis 20.000 Einwohner ausgezeichnet. Beim Wettbewerb Bundeshauptstadt im Klimaschutz erzielte Ottobrunn 2006, ebenfalls in der Kategorie der Kommunen bis 20.000 Einwohner, den dritten Platz. Im Wettbewerb Klimaschutzkommune 2009 wurde bundesweit der vierte Platz erreicht, bayernweit sogar Platz eins. Bei der Suche nach der Bundeshauptstadt im Klimaschutz 2010 konnte noch Platz fünf der Gemeinden bis 20.000 Einwohner erreicht werden. 2007 beschloss die Gemeinde Ottobrunn, die Ziele der Energievision des Landkreises München (Verringerung des Energieverbrauchs bis 2050 um 60 Prozent, Deckung des verbleibenden Restes durch erneuerbare Energien) zu übernehmen. 2011 wurden die ersten Zwischenergebnisse für den Stand 2010 veröffentlicht. Ende 2011 wurde die Gemeinde vom Landkreis München für ihr Solarpotenzialkataster mit dem Energiepreis 2011 geehrt.

### Renaissance als Hochtechnologie-Standort? (seit 2013)
Seit 2013 entsteht in dem auf Taufkirchener Flur gelegenen Teil des Technologie- und Innovations-Parks (TIP) Europas größte Fakultät für Luft-, Raumfahrt und Sicherheit – der Ludwig Bölkow Campus. Dies könnte auch den Ottobrunner Teil des TIP beleben.
Anfang 2014 wurden die EADS-Divisionen für Rüstung und Raumfahrt – Airbus Military, Astrium und Cassidian – zur Airbus-Sparte „Defence and Space“ (DS) mit Sitz in Taufkirchen verschmolzen. Dies bedingt einen Zuzug von 1000 Stellen aus der in Abwicklung befindlichen Cassidian-Zentrale in Unterschleißheim.

### Einwohnerentwicklung

Einwohnerentwicklung von Ottobrunn von 1912 bis 2018 nach nebenstehender Tabelle

Die Entwicklung der Ottobrunner Einwohnerzahlen war über Jahrzehnte von einem sich beschleunigenden Wachstum gekennzeichnet. 1902 setzte die Besiedelung ein, 1912 zählte die Kolonie 96 Bewohner. Nur 20 Jahre später (1932) hatte sich deren Zahl auf über 1.100 erhöht. Weitere 20 Jahre später (1952) zählte Ottobrunn bereits über 5.000, 1965 erstmals über 10.000 Einwohner.
In den 1940er und 1950er Jahren war Ottobrunn die Siedlung beziehungsweise Gemeinde mit der höchsten Wachstumsrate im Landkreis München: Zwischen den Volkszählungen 1939 und 1950 stieg die Einwohnerzahl um das 2,61-Fache (Landkreis: 1,62), bis zur Volkszählung 1961 abermals um das 1,89-Fache (Landkreis: 1,28). Ein erheblicher Teil dieses Wachstums waren Folgen des Zweiten Weltkriegs: Bei der Volkszählung 1961 waren 26,7 Prozent der Ottobrunner Bevölkerung Heimatvertriebene, weitere 7,1 Prozent ehemalige Bürger der Sowjetischen Besatzungszone beziehungsweise Deutschen Demokratischen Republik. Nach Erkenntnissen der örtlichen Siedler- u. Eigenheimer-Vereinigung machten „Aus- und Umgesiedelte“ (das heißt die oben genannten Personengruppen sowie Ausgebombte) insgesamt 47 Prozent der Einwohner aus.
Im Jahr 1960 wuchs die Bevölkerung der Gemeinde erstmals um mehr als 1.000, 1969 sogar um über 1.800 Einwohner pro Jahr. 1971 bis 1973 schnellte die Einwohnerzahl Ottobrunns dreimal hintereinander um jährlich 1.100 bis 1.500 nach oben. – Ende 1971 waren mehr als die Hälfte der Einwohner weniger als zehn, zwei Drittel weniger als 15 Jahre alt.
Die Jahre 1974 bis 1986 brachten eine spürbare Verlangsamung des Bevölkerungswachstums auf durchschnittlich nur noch 212 Einwohner pro Jahr. Dennoch wurde in dieser Zeit (1983) laut amtlicher Statistik erstmals die Marke von 20.000 Einwohnern durchbrochen. Ob dies tatsächlich der Fall war, ist zweifelhaft, da infolge der Volkszählung vom Mai 1987 die Einwohnerzahl gegenüber dem durch Fortschreibung der Statistik errechneten Vorjahres-Endstand (20.743) um 9,4 Prozent beziehungsweise 2.000 nach unten auf 18.784 korrigiert wurde.
In den folgenden zehn Jahren bis 1997 sank die Ottobrunner Bevölkerung auf 18.389 Einwohner, den bis heute niedrigsten Stand seit Mitte der 1970er Jahre. Seither stieg die Zahl der Einwohner wieder um durchschnittlich 144 pro Jahr. Zwischen 1998 und 2011 (Stichtag: 31. Dezember) wuchs die Bevölkerung um 7,9 Prozent (Landkreis: 8,3 Prozent). Mitte 2010 (Stichtag: 30. Juni) lag die Einwohnerzahl Ottobrunns über der Marke von 20.000.
Die folgende Tabelle enthält die wichtigsten Zahlen der Ottobrunner Einwohnerentwicklung. Im Einzelnen sind dies die Ergebnisse der Volkszählungen, alle Über- oder Unterschreitungen einer Tausender-Marke gemäß Fortschreibung der amtlichen Bevölkerungsstatistik sowie einige ergänzende Daten aus der Zeit vor der Erhebung Ottobrunns zur Gemeinde im Jahr 1955:
| Jahr | Einwohner |   |
| ---- | --------- | - |
| 1912 | 0.096     | 1 |
| 1922 | 0.517     | 1 |
| 1925 | 0.641     | 2 |
| 1932 | 1.114     | 1 |
| 1939 | 1.773     | 3 |
| 1950 | 4.628     | 4 |
| 1952 | 5.101     | 1 |
| 1956 | 6.059     | 5 |
| 1959 | 7.557     | 5 |
| 1960 | 8.618     | 5 |
| 1961 | 08.770    | 6 |

| Jahr | Einwohner |   |
| ---- | --------- | - |
| 1965 | 10.037    | 5 |
| 1967 | 11.265    | 5 |
| 1968 | 12.251    | 5 |
| 1969 | 14.108    | 5 |
| 1970 | 13.413    | 7 |
| 1971 | 14.983    | 5 |
| 1972 | 16.538    | 5 |
| 1973 | 17.988    | 5 |
| 1974 | 18.206    | 5 |
| 1978 | 19.164    | 5 |
| 1983 | 20.129    | 5 |

| Jahr | Einwohner |   |
| ---- | --------- | - |
| 1987 | 18.784    | 8 |
| 1991 | 19.122    | 5 |
| 1992 | 18.956    | 5 |
| 1995 | 18.528    | 5 |
| 2000 | 19.003    | 5 |
| 2002 | 19.362    | 5 |
| 2003 | 19.279    | 5 |
| 2005 | 19.509    | 5 |
| 2007 | 19.836    | 5 |
| 2008 | 19.923    | 5 |
| 2009 | 19.909    | 5 |

| Jahr | Einwohner |   |
| ---- | --------- | - |
| 2010 | 20.105    | 5 |
| 2011 | 20.250    | 5 |
| 2012 | 20.609    | 5 |
| 2013 | 20.784    | 5 |
| 2014 | 21.040    | 5 |
| 2015 | 21.295    | 5 |
| 2016 | 21.378    | 5 |
| 2017 | 21.503    | 5 |
| 2018 | 21.542    | 5 |

### Bevölkerung
Anfang der 2000er Jahre zeichnete sich die Ottobrunner Bevölkerung durch eine der höchsten Akademikerquoten Bayerns aus. Ihr Wert von 20,7 Prozent (Bayern: 8,45) im Jahr 2001 ist im Zusammenhang mit einer Reihe großer ortsnaher Arbeitgeber aus dem Hochtechnologie-Bereich zu sehen. Dazu zählen die Unternehmen Airbus Defence and Space (DS) (Taufkirchen), IABG (Taufkirchen) und Siemens (München-Neuperlach) sowie die Universität der Bundeswehr München (Neubiberg).

### Topographie

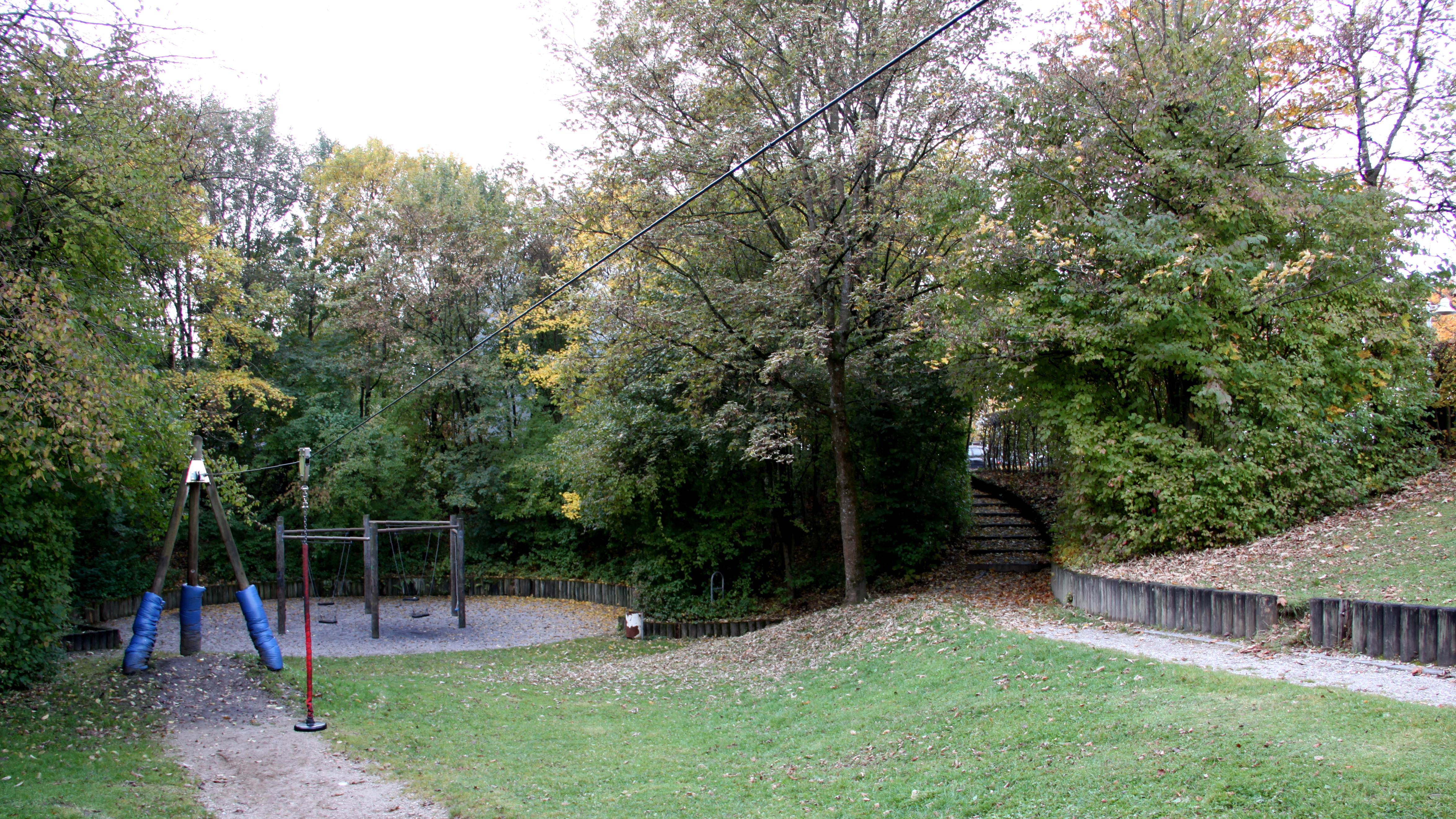
Zeugnis einer ehemaligen Kiesgrube:
Der Spielplatz in der Mulde (Am Bogen)

Bis in die erste Hälfte des 20. Jahrhunderts wurde die natürliche Bodenoberfläche Ottobrunns an mehreren Stellen durch Kiesgruben künstlich verändert. Man förderte in ihnen den in der Schotterebene reichlich vorhandenen Kies für den Straßen- und Gebäudebau. Mehrere Gruben lagen am östlichen Rand der Rosenheimer Landstraße. Die größte Grube mit fast 300 Metern Länge und 80 Metern Breite befand sich am Haidgraben im südlichen Teil des heutigen Sportpark-Geländes. Sie reichte fast bis zum Erlenweg und zur Schwalbenstraße. Das zugehörige Kies- und Quetschwerk existierte bis 1968.
Heute sind die Gruben verfüllt und großenteils überbaut. Dazu zählen auch die Gruben an der Ecke Unterhachinger Straße/Haidgraben, an der Ecke Putzbrunner Straße/Rathausstraße und am Ranhazweg gegenüber dem Starenweg. Nur die Gruben südlich des Graswegs und südlich der Straße „Am Bogen“ (Spielplatz in der Mulde) lassen sich noch heute an dem mehrere Meter unter dem Niveau der Umgebung liegenden Boden erkennen.

## Politik und Verwaltung

### Bürgermeister
Bis zur letzten Bürgermeisterwahl im März 2013 wurde Ottobrunn von folgenden Ersten Bürgermeistern regiert:
| Amtszeit  | Bürgermeister           | Partei |
| --------- | ----------------------- | ------ |
| 1955–1962 | Anton Wild              | PWG    |
| 1962–1977 | Ferdinand Leiß          | CSU    |
| 1977–1989 | Dr. Horst Stähler-May   | CSU    |
| 1989–2007 | Prof. Dr. Sabine Kudera | SPD    |
| seit 2007 | Thomas Loderer          | CSU    |

PWG: Parteifreie Wählergemeinschaft
Anton Wild trat am 9. März 1962, vier Jahre vor dem regulären Ablauf seiner dritten Amtszeit, aus politischen Gründen zurück. Für den Rest der Wahlperiode war Ferdinand Leiß sein Nachfolger. Leiß trat seinerseits am 28. Februar 1977, 14 Monate vor dem planmäßigen Ablauf seiner dritten Amtszeit, aus Gesundheitsgründen zurück. Seither finden die Bürgermeisterwahlen in Ottobrunn jeweils im Jahr vor den allgemeinen bayerischen Kommunalwahlen statt. Horst Stähler-May wurde nach zwei Wahlperioden nicht mehr wiedergewählt. Sabine Kudera, bei ihrer ersten Wahl eine von acht Frauen unter Bayerns 2051 Bürgermeistern, stellte sich nach drei Wahlperioden nicht mehr zur Wiederwahl.

### Wahlergebnisse
Bei der Landratswahl 2008 im Landkreis München erzielte die SPD-Kandidatin Johanna Rumschöttel in Ottobrunn einen um 10,1 Prozent höheren Stimmenanteil als im Durchschnitt des Landkreises. Zuvor war der Amtsinhaber Heiner Janik (CSU) 12 Jahre lang Landrat, Rumschöttel acht Jahre lang Erste Bürgermeisterin der Ottobrunner Nachbargemeinde Neubiberg gewesen.
Die FDP erzielte in Ottobrunn bei fast allen Wahlen, an denen sie sich seit 2008 beteiligte, einen höheren Stimmenanteil als im Durchschnitt des Landkreises. Bei der Gemeinderats- und Landtagswahl 2008 machte der Überschuss mehr als drei Prozent aus.
Die Freien Wähler (FW) erreichten bei fast allen Wahlen, an denen sie seit 2008 teilnahmen, in Ottobrunn keinen so hohen Stimmenanteil wie im Durchschnitt des Landkreises. Bei der Kreistags-, Landrats- und Bezirkswahl 2008 betrug das Minus mehr als drei, bei der Landtagswahl (Erststimme) fast fünf Prozent.

### Wappen
Am 29. November 1955, knapp acht Monate nach der Gründung der Gemeinde, legte der Ottobrunner Bürgermeister dem Bayerischen Hauptstaatsarchiv etwa 25 Wappenentwürfe vor, die aus einem Wettbewerb von drei ortsansässigen Grafikern hervorgegangen waren. Die Entwürfe wurden am 9. Januar 1956 ausnahmslos abgelehnt, da sie gegen nahezu alle heraldischen Regeln verstießen. Der einzige grundsätzlich brauchbare Entwurf stammte von dem gebürtigen Ottobrunner Ernst-Ludwig Ibler (* 8. August 1927). Eine überarbeitete Fassung wurde dem Hauptstaatsarchiv am 3. Januar 1956 zugesandt. Sechs Tage später gab es einen positiven Bescheid. Am 30. April 1956 wurde der noch gültige Wappenentwurf auf Antrag der Gemeinde vom Bayerischen Staatsministerium des Innern genehmigt.

### Gemeindepartnerschaften

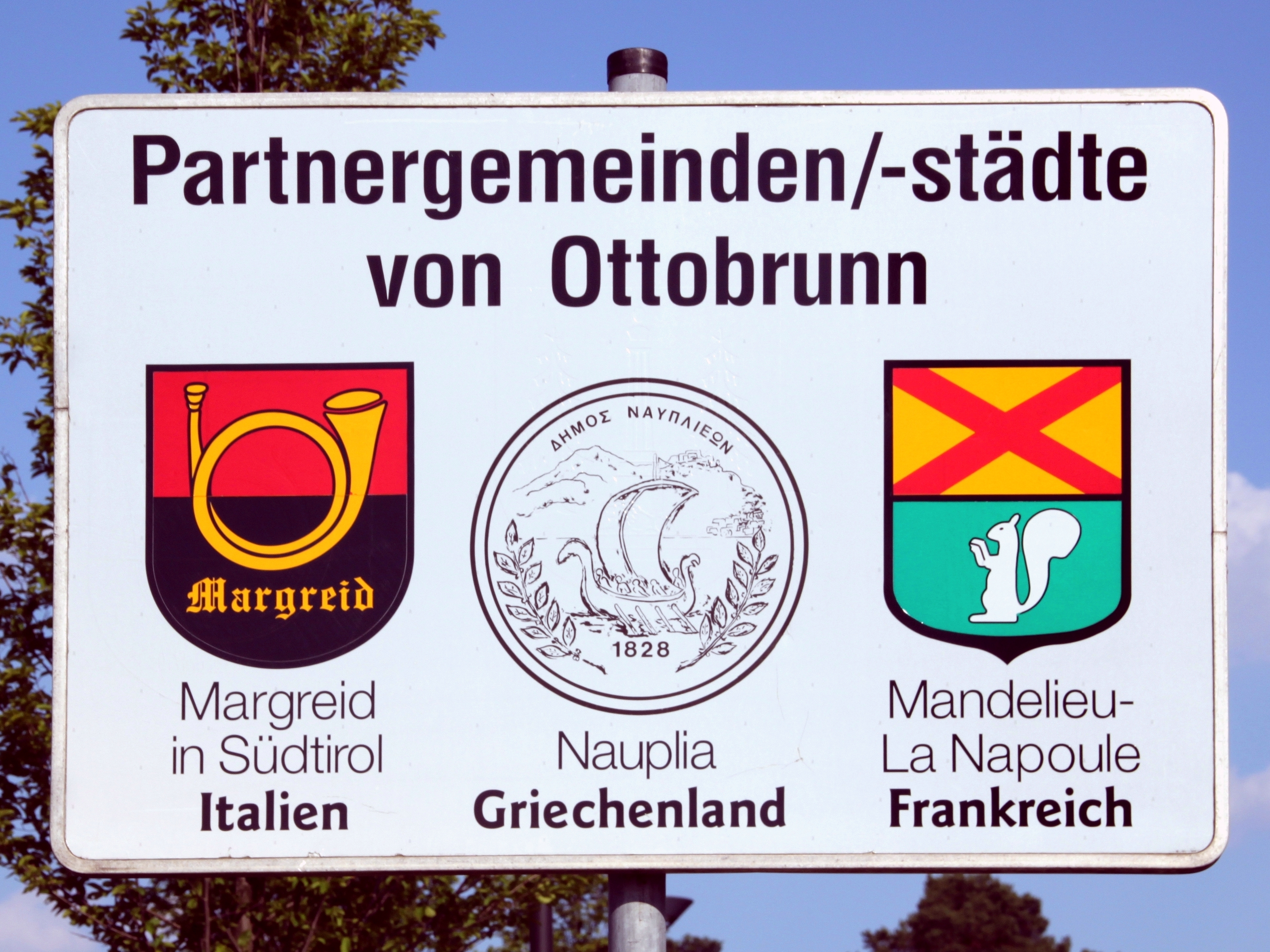
Partnerschaftsschild

Ottobrunn pflegt Partnerschaften mit der Südtiroler Gemeinde Margreid, der griechischen Gemeinde Nauplia und der französischen Gemeinde Mandelieu-La Napoule.
Die Beziehung zu Margreid geht auf persönliche Bekanntschaften von Bürgern beider Orte aus der unmittelbaren Nachkriegszeit zurück. Die im Jahr 1972 beschlossene Patenschaft für Margreid wurde 1997 in eine Partnerschaft umgewandelt.
Die Partnerschaft mit Nauplia (seit 1978) entsprang dem Wunsch der Gemeinde Ottobrunn, ihren Bezug zur Vergangenheit besser zu verstehen. Nauplia war von 1833 bis 1834 die Residenz des aus dem Haus Wittelsbach stammenden Königs Otto von Griechenland, der 1913 zum Namenspatron Ottobrunns wurde (siehe Abschnitt „19. Jahrhundert“).
Der Anstoß zur Partnerschaft mit Mandelieu-La Napoule (seit 2000) ging 1995 von französischer Seite aus. Die Gemeinde an der Côte d’Azur war Sitz des Luftfahrt- und Rüstungskonzerns Aérospatiale, eines engen Geschäftspartners des Ottobrunner Unternehmens Dasa. 1997 beschloss der Ottobrunner Gemeinderat die Partnerschaft mit Mandelieu-La Napoule. Drei Jahre später gingen die Dasa und das Nachfolgeunternehmen von Aérospatiale in der EADS auf.
Das Südtiroler Weinfest, wird seit 1977 alljährlich im April in der Ferdinand-Leiß-Halle ausgetragen. 1997 übernahm die Freiwillige Feuerwehr Ottobrunn die Organisation. Das Griechische Weinfest wurde 1992, 1994 und 1996 in der Mehrzweckhalle (heute Ferdinand-Leiß-Halle), 1998, 2000 und 2003 im Wolf-Ferrari-Haus abgehalten. Veranstalter war die Gemeinde. 2008 fand auf dem Platz „Unter den Lauben“ ein von den anliegenden Gewerbetreibenden ausgerichtetes Weinfest statt, in das die Feier zur 30-jährigen Partnerschaft mit Nauplia integriert wurde. Der Freundeskreis der Partnergemeinden Ottobrunns organisiert seit 1998 gegenseitige Besuche. Ein monatlicher Stammtisch des deutsch-griechischen Clubs findet seit 1992 statt. Zwischen 1996 und 2006 bot ein Schüleraustausch mit Nauplia insgesamt 69 griechischen Schülern und 64 Gymnasiasten aus Ottobrunn die Möglichkeit, persönliche Kontakte zu knüpfen.

## Religionen
Die letzte amtliche Statistik über die Verteilung der Religionszugehörigkeiten auf kommunaler Ebene beruht auf dem Ergebnis der Volkszählung 1987. Damals gehörten in Ottobrunn 53,8 Prozent der Bevölkerung zur römisch-katholischen Kirche (Landkreis: 60,5 Prozent), 27,8 Prozent zur evangelischen Kirche (Landkreis: 23,0 Prozent), 0,1 Prozent zur jüdischen Religionsgesellschaft (Landkreis: 0,1 Prozent) und 3,0 Prozent zu einer sonstigen Konfession (Landkreis: 3,2 Prozent). 15,3 Prozent waren konfessionslos (Landkreis: 13,2 Prozent).

### Römisch-katholische Kirche
Bis in den Ersten Weltkrieg hinein hatten die Ottobrunner Katholiken in das drei Kilometer entfernte Unterhaching (St. Korbinian) gehen müssen, um an Gottesdiensten teilzunehmen. 1918 stattete der Kirchenbauverein Neubiberg W (= West) im Wirtsgarten der „Schwaige“ eine 5 mal 10 Meter große Gartenlaube, das sogenannte Salettl, als katholische Notkirche aus. Den ersten Gottesdienst hielt am 1. Dezember 1918 der Dekan von Oberhaching, Anton Haubenthaler. Zwei Jahre lang nutzte man das oft kalte, zugige und beengte Provisorium.
Am 23. Januar 1921 weihte der Erzbischof von München und Freising, Michael von Faulhaber, eine neue Notkirche. Die sogenannte Waldkirche (auch Holzkirche) war größer und solider als das Salettl und lag an der späteren Ecke Friedenstraße/Beiserstraße. Im Ersten Weltkrieg hatte der Bau noch als Militärbaracke in Schleißheim gedient. Der Baugrund war eine Stiftung des Unterhachinger Bürgermeisterehepaars Beiser. Den Namen der Kirche „Zur heiligen Familie“ übernahm man vom Salettl.
1936 wurde die Notkirche nach 15-jähriger Nutzung abgebrochen. An ihrer Stelle entstand nach Plänen von Friedrich Haindl jun. die erste feste katholische Kirche Ottobrunns, St. Otto. Sie wurde am 11. April 1937 von Kardinal von Faulhaber geweiht. Am 1. März 1945 wurde St. Otto zur Pfarrei erhoben. Bei der Neugestaltung des Kirchenvorplatzes im Jahr 2007 wurde auch die Sichtachse zwischen Rathaus und Kirche hervorgehoben.
Wegen des starken Bevölkerungswachstums, insbesondere durch den Bau der Siedlung an der Lenbachallee, wurde am 1. April 1959 eine eigene Seelsorgestelle für den Ottobrunner Osten und das benachbarte Riemerling eingerichtet. Ein Jahr später entstand nach Plänen von Albrecht Busch die Kirche St. Magdalena an der Ecke Ottostraße/Georg-Kerschensteiner-Straße. Sie wurde am 27. November 1960 vom Erzbischof von München und Freising, Kardinal Wendel geweiht. Am 1. Januar 1963 folgte die Erhebung von St. Magdalena zur Pfarrei.
Zur Betreuung des neuen Wohngebiets An der Ottosäule im Süden Ottobrunns wurde am 1. Januar 1971 eine dritte katholische Seelsorgestelle geschaffen. Zunächst fanden die Gottesdienste in der Grundschule an der Albert-Schweitzer-Straße (Schule III) statt, danach fünf Jahre lang in einer Behelfskirche und anderen Provisorien. Am 1. September 1977 wurde St. Albertus Magnus zur Pfarrei erhoben. Am 2. Oktober 1977 weihte der Erzbischof von München und Freising, Kardinal Ratzinger (später Papst Benedikt XVI.), die nach Plänen von Hubert Caspari gebaute Kirche St. Albertus Magnus an der Albert-Schweitzer-Straße.

### Evangelisch-lutherische Kirche
Bis Anfang 1921 mussten sich die lutherischen Christen Ottobrunns zum Gottesdienst in das über vier Kilometer entfernte Perlach (St. Paulus) begeben. Erst als die katholische Gemeinde in die Waldkirche an der Friedenstraße übersiedelte, wurde das Salettl frei für die evangelisch-lutherische Gemeinde.
Noch im selben Jahr fanden die Protestanten eine neue Bleibe in der Turnhalle des TSV Neubiberg/Ottobrunn an der späteren Gartenstraße. Ihre Gottesdienste feierten die Gläubigen zunächst im Umkleideraum, nach dem Auszug des Vereins (1923) in der Halle selbst. 1926 erwarb der Protestantische Kirchenbauverein Neubiberg die Halle samt Grundstück. Die Halle wandelte man in einen Kirchenbau mit 120, nach dem Bau einer Empore mit 200 Sitzplätzen um. Diese sogenannte evangelische Waldkirche wurde am 24. Juni 1928 eingeweiht und diente 36 Jahre lang als Gotteshaus.
1949 erhielt die Gemeinde ihren ersten eigenen Seelsorger. Am 1. Februar 1956 löste sie sich von St. Paulus in Perlach und wurde zur Evangelisch-Lutherischen Kirchengemeinde Ottobrunn.
Am 15. März 1964 wurde die Michaelskirche an der Ecke Eichendorffstraße/Ganghoferstraße eingeweiht. Sie ist nach Plänen von Theo Steinhauser aus Sichtmauerwerk und Beton erbaut.

### Weitere protestantische Glaubensgemeinschaften
Die Ottobrunner Gemeinde der Neuapostolischen Kirche (NAK) in Deutschland ist seit 1951 selbständig. Zunächst wurden die Gottesdienste in wechselnden Räumlichkeiten abgehalten, seit 1954 in der Volksschule an der Friedenstraße. Im November 1975 konnte in der Eichendorffstraße die erste Kirche eingeweiht werden. Der heutige Kirchenbau entstand an gleicher Stelle und wurde am 29. Januar 2006 geweiht.
Die Freie evangelische Gemeinde (FeG) München-Südost entstand 1986 als Freie evangelische Gemeinde Ottobrunn. Ihren ersten Gottesdienst feierte die Gemeinde am 2. März 1986 in angemieteten Räumen in der Alten Landstraße. Von 1988 bis 2014 befand sich das Gemeindezentrum in der Hubertusstraße, seit 2014 befindet es sich in der Bahnhofstraße Ecke Rosenheimer Landstraße.

## Kinos
Das Kino Ottobrunn (ursprünglich Otto-Filmpalast) in der Ottostraße hatte bei seiner Eröffnung im Jahr 1957 400 Sitzplätze und war eines der ersten CinemaScope-Filmtheater Süddeutschlands. 1980 wurde es in die Säle Smoky (188 Sitzplätze) und Movie (76 Sitzplätze) aufgeteilt. Im Smoky durfte bis 2004 geraucht werden.
Ottobrunns erstes Kino waren die Hubertus-Lichtspiele (Hubertusstraße 1). Es wurde 1950 eröffnet, hatte 400 Sitzplätze und war 35 Jahre in Betrieb. Seither werden die Räumlichkeiten (einschließlich derer der „Hubertusklause“, die sich im selben Gebäude befand) als Tanzlokal genutzt.

## Waldgebiete und öffentliche Grünflächen
Im Trennungsvertrag von 1955 hatte die Muttergemeinde Unterhaching der Tochtergemeinde Ottobrunn ein 25-jähriges Bestattungsrecht auf dem Unterhachinger Friedhof zugestanden. 1972 jedoch erklärte sich die Gemeinde Unterhaching wegen Platzmangels nur noch für ein Jahr bereit, verstorbene Ottobrunner auf dem Friedhof Unterhaching bestatten zu lassen. Weil die Gemeinde Ottobrunn kaum über eigenen, kommunalen Grund verfügte, beschloss der Gemeinderat, den neuen Gemeindefriedhof im Amalienwald, dem auf Ottobrunner Flur gelegenen Teil des Bahnhofswaldes, anzulegen. Dagegen formierte sich Anfang 1973 die Bürgerinitiative „Natur und Umwelt Südost e. V.“ und verlangte, den Bahnhofswald unter Landschaftsschutz zu stellen. Auch das Landratsamt München und die Regierung von Oberbayern erhoben Einspruch gegen den Ottobrunner Beschluss. 1976 beschloss der Gemeinderat, den Friedhof an seinem heutigen Standort (Ecke Haidgraben/Pfarrer-Krempl-Weg) anzulegen. Im Folgejahr erwarb die Gemeinde das Gelände von der regionalen Großgrundbesitzerin Margarete Freifrau von Stengel.

## Regelmäßige Veranstaltungen

### Feste
Seit 1978 fand alljährlich im September vor Beginn des Münchner Oktoberfests die Ottobrunner Wiesn (vereinzelt auch fälschlicherweise „Wies’n“ geschrieben) auf der Maderwiese statt. 2009 wurde das anfänglich vom CSU-Ortsverband, seit 1979 von der Schützenzunft Ottobrunn organisierte Volksfest letztmals ausgerichtet.

### Ausstellungen
Vor der Gründung des Kunstvereins im Jahr 1995 gab es die Ottonale, eine offene Ausstellungsreihe für professionelle und bildende Künstler aus dem Einzugsbereich Ottobrunn. Die Bezeichnung leitet sich vom Namen der Gemeinde und der ursprünglichen Idee einer zweijährlich stattfindenden Veranstaltung (Biennale) ab. Das Konzept wurde 1971 von dem in Ottobrunn ansässigen Künstler Robert Hetz erdacht und vom Kulturkreis Ottobrunn finanziell unterstützt. Die ersten drei Ottonalen fanden in der Turnhalle der Schule I an der Friedenstraße statt, alle weiteren im Verwaltungstrakt des (1983 fertiggestellten) Rathauses in der Ortsmitte. Kurz nach der fünften Ottonale (1986) starb der Initiator, und das Projekt wurde nicht mehr fortgesetzt. Erst 2002 brachten der (1995 gegründete) Kunstverein Ottobrunn und der Grafiker Konrad Hetz, ein Sohn des Ottonale-Gründers, anlässlich des 100-jährigen Bestehens des Ottobrunner Siedlungsraums, erneut eine Ottonale zustande. 2011 fand nach neunjähriger Pause die bislang letzte Ottonale anlässlich der 90-jährigen Namensgebung „Ottobrunn“ statt. Sie wurde vom Kunstverein Ottobrunn zusammen mit dem benachbarten Otto König von Griechenland-Museum organisiert. Anlässlich der „Ottonale '02“ und der „Ottonale 2011“ wurde der von der Gemeinde gestiftete und vom Kunstverein ausgelobte „Ottobrunner Kulturpreis“ verliehen.

## „Kulturkreis Ottobrunn“
Der Kulturkreis Ottobrunn e. V. ist ein unabhängiger, öffentlicher und gemeinnütziger Dienstleister für Kultur, Bildung und Erziehung mit Sitz in Ottobrunn. Seine Veranstaltungen stehen grundsätzlich allen Personen offen.
Gegründet wurde der eingetragene Verein am 9. April 1957, um Einzel- und Großveranstaltungen wie Konzerte, Opern- und Theateraufführungen sowie Dichterlesungen nach Ottobrunn zu holen. Vor der Fertigstellung der Ottobrunner Mehrzweckhalle (1978) – der heutigen Ferdinand-Leiß-Halle – und des Wolf-Ferrari-Hauses (1986) fanden die meisten Veranstaltungen in der Turnhalle der Schule an der Friedenstraße („Jahnhalle“) statt. Später organisierte der Kulturkreis auch Kulturfahrten, Fotowettbewerbe, Kunstausstellungen sowie den ersten Blumen- und Gartenwettbewerb „Ottobrunn soll schöner werden“. 1969 wurden unter dem Dach des Kulturkreises die Ballettschule Ottobrunn und die Rosmarie-Theobald-Musikschule gegründet. Die seit 1958 existierende Volkshochschule wurde 1970 in den Kulturkreis aufgenommen. Neu ins Programm kamen Kurse über Malerei, Fotografie und Fremdsprachen. Ab 1971 übernahm der Kulturkreis auch den Betrieb von Kindertageseinrichtungen. In den 1990er Jahren wandelte sich der Kulturkreis endgültig vom Kulturverein zum Bildungsdienstleister.
Seither bestand der Kulturkreis aus vier Abteilungen: der VHS SüdOst im Landkreis München, den kommunalen Kindertageseinrichtungen der Gemeinde Ottobrunn (Kita), der Rosmarie-Theobald-Musikschule (RTM) und der Ballettschule Ottobrunn (BSO). Finanziell unterstützt wurden die Abteilungen von den Gemeinden Ottobrunn, Neubiberg, Höhenkirchen-Siegertsbrunn, Hohenbrunn und Putzbrunn. 2012 wurden die Abteilungen ausgegliedert und in drei gemeinnützige GmbHs überführt:

## Wirtschaft und Infrastruktur

### Gewerbegebiete
Am Westrand der Gemeinde Ottobrunn liegen drei Gewerbegebiete: im Nordwesten das Gewerbegebiet Nord, im Westen das Gewerbegebiet Mitte und im Südwesten der Technologie- und Innovationspark (TIP).
Das Areal des Gewerbegebiets Nord entstand in mehreren Schritten. Östlich der Alten Landstraße, unmittelbar südlich der Prof.-Messerschmitt-Straße, wurde das Gelände seit Mitte der 1950er Jahre gewerblich genutzt. Südlich des Jägerwegs standen ein Regenerierwerk und eine Altölraffinerie, die Ende 1969 nach Bürgerprotesten stillgelegt wurden. Bis 1976 befand sich nördlich des Haidgrabens das älteste Anwesen im Ottobrunner Siedlungsraum, die „Schwaige“ (Milchviehhof). 1973 erwarb die Gemeinde das Gelände von der Großgrundbesitzerin Margarete Freifrau von Stengel. Im mittleren Teil des Gewerbegebiets lag bis Anfang der 1970er Jahre der Sportplatz des TSV Ottobrunn.
Mit der Bebauung des Gewerbegebiets Mitte wurde 1966 begonnen.

### Beschäftigung
Während im Landkreis München die Zahl der sozialversicherungspflichtig Beschäftigten zwischen 2000 und 2011 um 17,4 Prozent stieg, sank sie in Ottobrunn unter allen 29 Kommunen des Landkreises am stärksten (minus 26,9 Prozent). Betroffen waren das „Produzierende Gewerbe“ mit minus 39,8 Prozent (Landkreis: minus 6,2), der Bereich „Handel, Gastgewerbe und Verkehr“ mit minus 18,5 Prozent (Landkreis: minus 0,4) sowie der Bereich „Sonstige Dienstleistungen“ mit minus 10,4 Prozent (Landkreis: plus 47,8).

### Verkehr

#### Individualverkehr
Bis gegen Ende der 1960er Jahre gab es für die mehrere 1000 Beschäftigten von Bölkow, dem damals größten Arbeitgeber Ottobrunns, mit der Finkenstraße nur eine schmale und nicht asphaltierte Straße zum Mitarbeiterparkplatz. Jeden Werktag bildete sich zu den Stoßzeiten in der Ortsdurchfahrt eine lange Schlange von Mitarbeiterfahrzeugen. Um die teilweise chaotischen Verkehrsverhältnisse zu entschärfen, führte das Unternehmen als eines der ersten in Deutschland am 1. September 1967 die gleitende Arbeitszeit ein.

#### Öffentlicher Verkehr
Als 1904 die Bahnstrecke München-Giesing–Kreuzstraße als Lokalbahn von München-Giesing nach Aying eröffnet wurde, befand sich der von Ottobrunn aus gesehen nächste Haltepunkt noch in Neubiberg. Daran erinnert in Ottobrunn der Name der Bahnhofstraße. 1912 wurde die Bahnstrecke bis Kreuzstraße im Landkreis Miesbach verlängert, wodurch ein Anschluss zur Mangfalltalbahn zustande kam. 1922 erhielt Ottobrunn erstmals einen eigenen Haltepunkt. Er lag knapp 100 Meter südlich des Säulengeräumts (heute Ottostraße). Obwohl die Siedlung damals schon den Namen „Ottobrunn“ trug, bekam der Haltepunkt vorerst noch den Namen Waldlust (nach der gleichnamigen Kolonie an der Roseggerstraße). 1925 stattete die Interessenvereinigung Ottobrunn den Haltepunkt aus eigenen Mitteln mit einem Unterstand aus. Dieser wurde 1927 durch eine Bahnhofsbaracke ersetzt, die 36 Jahre lang Bestand hatte. 1963 erhielt der Haltepunkt Ottobrunn ein Empfangsgebäude sowie erstmals eine Schrankenanlage.
2008 nahm auf der MVV-Regionalbuslinien 210 Deutschlands erster von einem Privatunternehmen eingesetzter Hybrid-Gelenkbus den Betrieb auf. Von der 5,3 Kilometer langen Fahrtstrecke (einfache Fahrt) führen mehr als zwei Drittel durch Ottobrunn.

### Wohnungs- und Siedlungsbau
Obwohl erst im Jahr 1902 entstanden, zählt Ottobrunn spätestens seit der Volkszählung von 1987 zu den einwohnerstärksten Gemeinden des Landkreises München. In der Ortsgeschichte spielt daher der Wohnungsbau und seit der Gründung der Bundesrepublik (1949) insbesondere der Siedlungsbau eine herausragende Rolle.

#### Waldkolonien (ab 1902)
In den ersten vier Jahrzehnten seines Bestehens war Ottobrunn ein lockerer, „formloser und wildgewachsener“ Verbund mehrerer Waldkolonien. Alle Wohnbauten waren individuell gestaltet. Ihr Spektrum reichte von stattlichen Villen über Block- und Landhäuser zu teils „bizarren“ Hütten. Manche waren „genialisch improvisiert, von keiner Baulinie oder amtlichen Bauvorschrift im Zaum gehalten.“

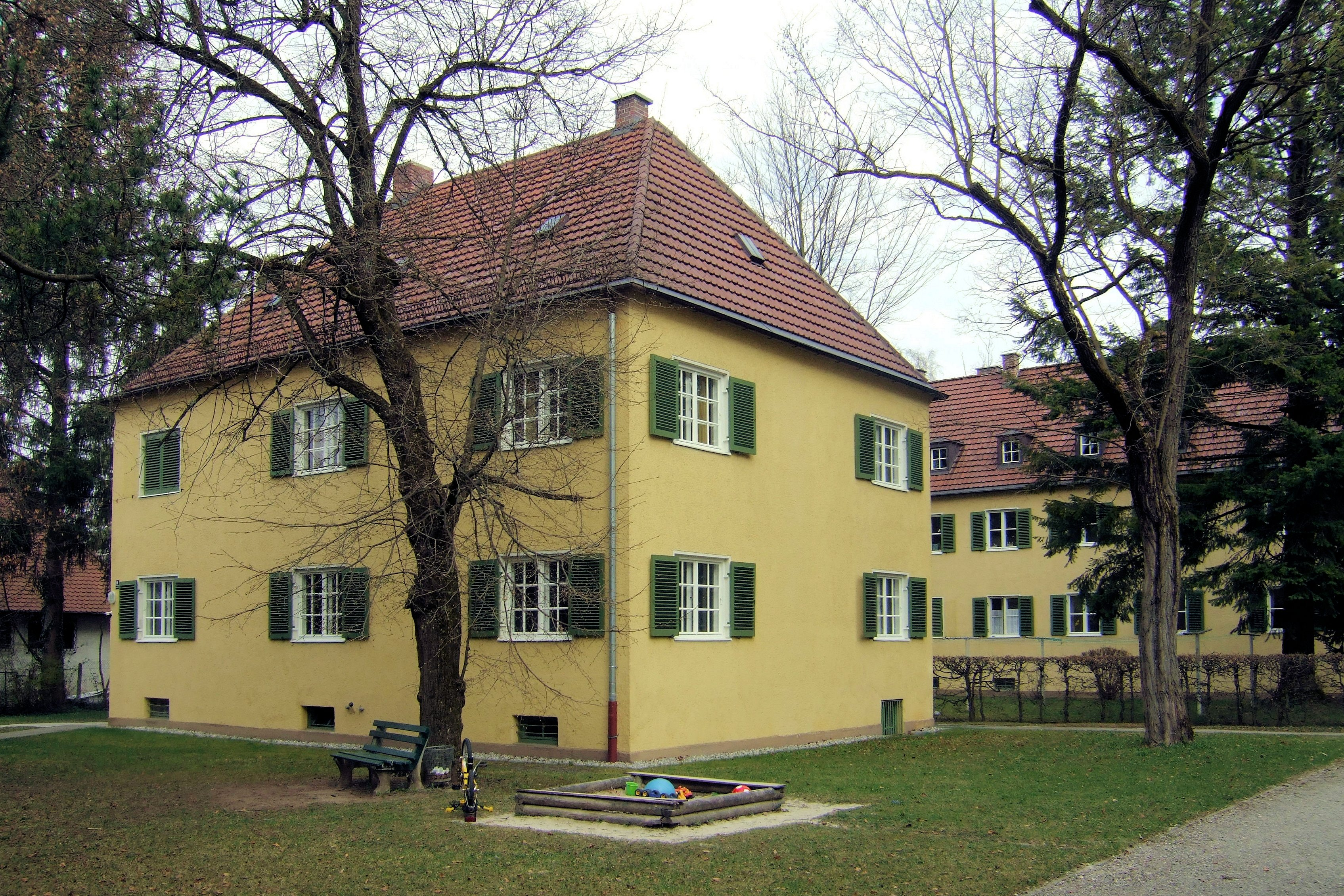
Ehemalige Offiziers-Siedlung, erbaut 1936 (Prinz-Otto-Straße/Feldstraße)

1936 wurde zwischen Feldstraße und Prinz-Otto-Straße eine erste planmäßige Wohnanlage aus vier Häusern für Luftwaffen-Offiziere des nahe gelegenen Fliegerhorstes Neubiberg erstellt.

#### Barackenbau (ab 1942)
Als im Zweiten Weltkrieg auch München von schweren Luftangriffen der Alliierten heimgesucht wurde (seit 1942), errichtete die Wehrmacht im Umland Notunterkünfte für obdachlos gewordene Bürger. In Ottobrunn befanden sich solche „Behelfsheime“ vor allem an der Ottostraße (auf dem Areal des heutigen Hanns-Seidel-Hauses). Ebenfalls in Baracken untergebracht waren die SS-Mannschaften der Luftfahrtforschungsanstalt München (LFM) im Südwesten des heutigen Gemeindegebiets sowie die Zwangsarbeiter des zugehörigen KZ-Außenlagers (siehe Abschnitt „Drittes Reich“ (1933–1945)). Erstere lagen an der heutigen Grasmückenstraße, letztere an der heutigen Zaunkönigstraße.
In der frühen Nachkriegszeit (Mai 1945 – Juni 1948) erlebte Ottobrunn eine „Invasion des Wohnungselends“ durch den Zuzug von Flüchtlingen und Heimatvertriebenen, vor allem sudetendeutscher Herkunft. Auch sie wurden zunächst in Baracken, etwa denen des aufgelassenen KZ-Außenlagers, sowie in Hütten und Gartenhäuschen einquartiert.

#### Beseitigung des Wohnungselends (ab 1949)
In den ersten zwölf Jahren der Bundesrepublik (1949–1961) hielt der planmäßige Bau von Siedlungen massiv Einzug in Ottobrunn. Er stand ganz im Zeichen der Beseitigung des Wohnungselends.

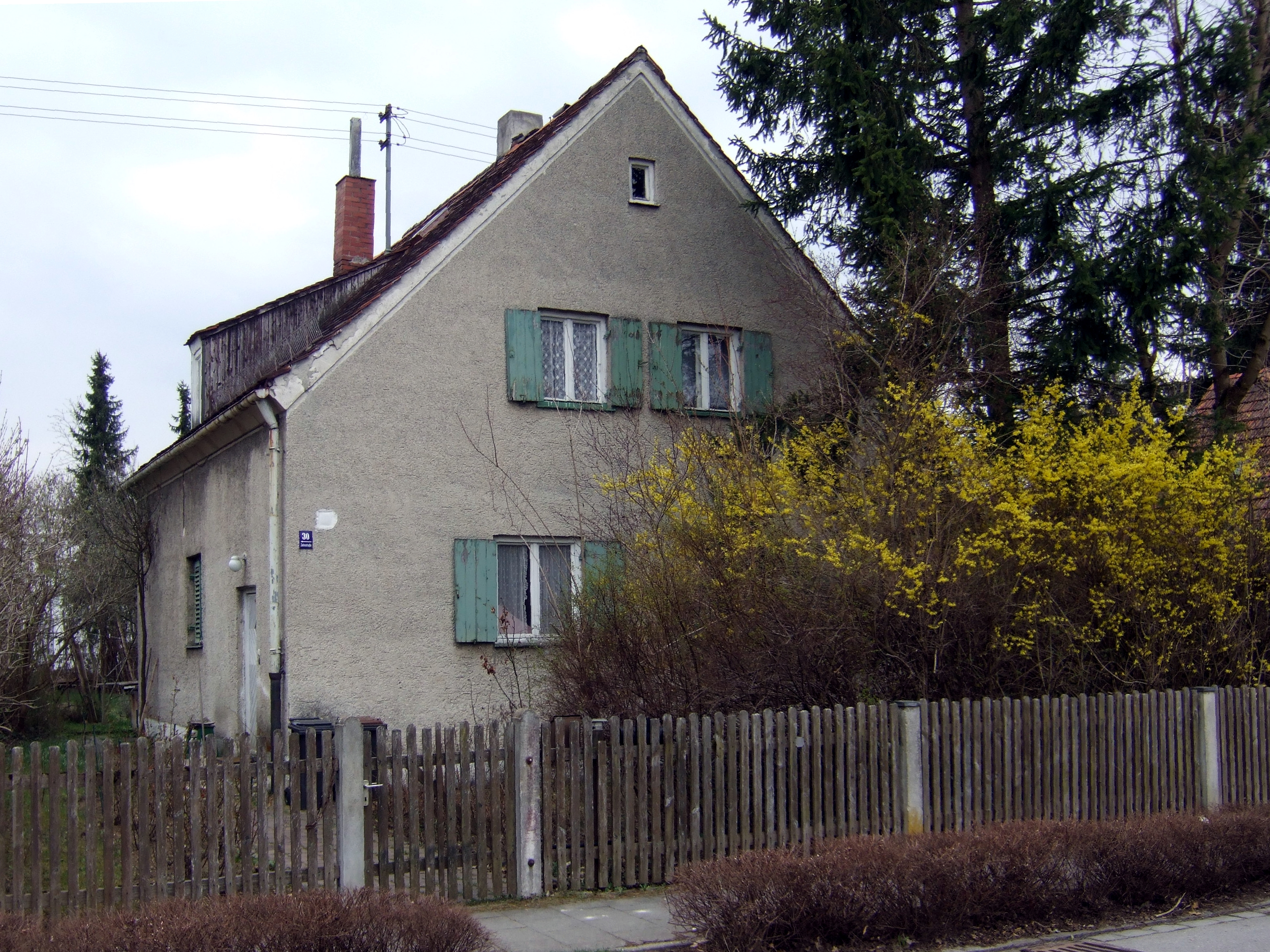
Zweifamilien-Haus in der „Heimkehrer-Siedlung“, erbaut 1958–1959 (Jahnstraße)

1949 gründeten Heimatvertriebene die Gemeinnützige Flüchtlings-Bau- und Siedlungsgenossenschaft e. GmbH Ottobrunn (später Gemeinnützige Wohn-Bau- und Siedlungsgenossenschaft Ottobrunn). Unter erheblicher Eigenarbeit errichteten die Genossen bis 1952 15 kleine Doppelwohnhäuser an der Friedrich-Rückert-Straße, der Hans-Watzlik-Straße, der Anton-Günther-Straße und der Gottfried-Keller-Straße. 1952 begann die Genossenschaft mit dem Bau der Josef-Seliger-Siedlung an der gleichnamigen Straße. Das Projekt wurde von der Baugesellschaft München-Land (BML) weitergeführt. In den Jahren 1958–1959 wurde die aus 37 Zweifamilienhäusern bestehende Heimkehrer-Siedlung an der Jahnstraße gebaut. 1961 entstand an der Putzbrunner Straße, östlich der Spitzwegstraße, im Rahmen des sozialen Wohnungsbaus eine weitere Siedlung mit 112 Wohnungen. Dadurch konnten die meisten noch verbliebenen Barackenlager in Ottobrunn aufgelöst werden.

#### Wohnraum für zuziehende Arbeitnehmer-Familien (ab 1959)
Ab 1959 gewann die Schaffung von Wohnraum für neu zuziehende Beschäftigte großer Arbeitgeber und deren Familien die Oberhand im Ottobrunner Siedlungsbau.
Anlässlich der Übergabe des Flugplatzes Neubiberg von der US-amerikanischen an die deutsche Luftwaffe wurde ab 1959 zwischen Putzbrunner Straße, Ottostraße, Kleiststraße und Rembrandtstraße die Siedlung an der Lenbachallee gebaut. Sie bestand aus 502 Wohnungen für Angehörige der Bundeswehr und andere Bundesbedienstete. Zehn Jahre später wurde am Beginn der Rosenheimer Landstraße, nördlich des Bozaunwegs, mit dem Bau der Alten Bundeswehr-Siedlung begonnen. Nach einer 1996 abgeschlossenen Aufstockung umfasst die Siedlung inzwischen 75 Wohnungen.

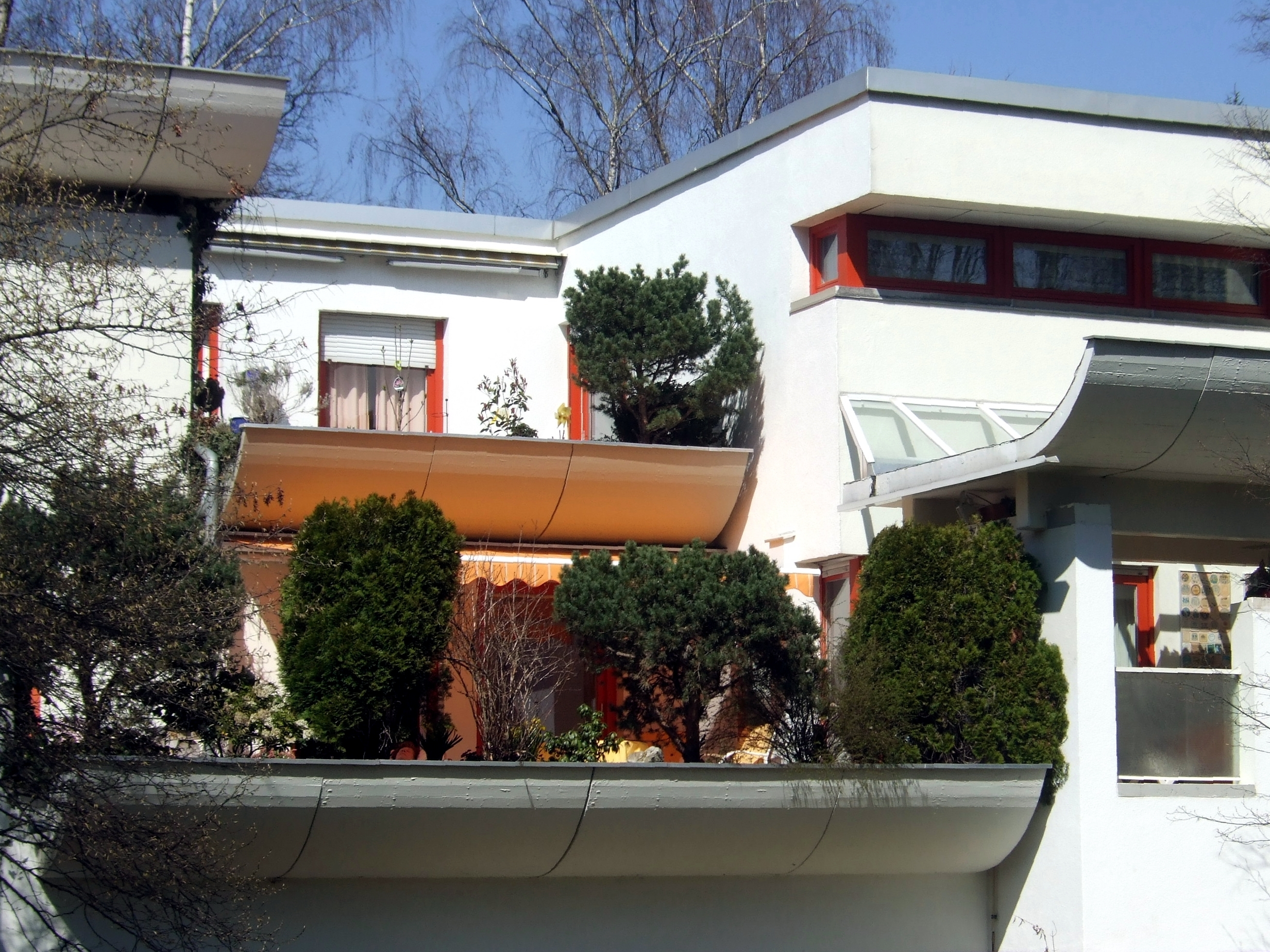
BDA-prämierte Terrassenwohnanlage (Ulmenstraße), erbaut 1970–1973

Besonders intensiv verlief der Siedlungsbau im Südwesten der Gemeinde, in Nachbarschaft des Werksgeländes von Bölkow (seit 1958) beziehungsweise MBB (ab 1969) und der IABG (seit 1962). 1963 begannen zwischen Haidgraben, Gutenbergstraße, Lindenstraße und Ranhazweg die Bauarbeiten für die Atriumsiedlung mit 28 Wohnungseinheiten (Fertigstellung 1966). Nach einer 1967 abgeschlossenen Erweiterung umfasst die Siedlung inzwischen 72 Einheiten.[Beleg?] 1965 war der Baubeginn für die Siedlung an der Zaunkönigstraße (Ecke Zeisigstraße) mit 188 Wohnungen. Mit deren Fertigstellung im Folgejahr verschwanden auch die letzten Baracken aus dem Ortsbild Ottobrunns. 1967 wurde mit dem ersten Bauabschnitt der Parksiedlung begonnen. Binnen fünf Jahren entstanden zwischen Haidgraben, Ranhazweg und Elbeweg über 500 Eigentumswohnungen. 1970 wurde zwischen Unterhachinger Straße und Haidgraben zu beiden Seiten der Ulmenstraße mit dem Bau einer Terrassenwohnanlage mit 100 Wohneinheiten (Eichbauer-Siedlung) begonnen (Fertigstellung 1973). Der Architekt Herbert Kochta erhielt dafür 1971 den Preis des Landesverbands Bayern im Bund Deutscher Architekten (BDA).
2013 wurde das Ensemble der Wohnanlage in die Bayerische Denkmalliste aufgenommen. 1969 beschloss der Ottobrunner Gemeinderat auf Drängen der Firmen IABG und MBB den Bau der Siedlung an der Ottosäule. Zwischen Rosenheimer Landstraße, Röntgenstraße, Robert-Koch-Straße, Einsteinstraße, Albertus-Magnus-Weg und der südlichen Hälfte der Virchowstraße entstand mit über 1200 Wohneinheiten Ottobrunns größtes Wohngebiet. Die Fertigstellung war 1983/84.

#### Stagnation des Siedlungsbaus (ab 1984)
Die starke Abschwächung des Bevölkerungswachstums in Ottobrunn in den Jahren 1974–1987 machte sich mit mehrjähriger Verzögerung auch im Siedlungsbau bemerkbar. Zwischen 1984 und 1998 wurden nur noch kleinere Projekte realisiert, so der Bau von 29 Sozialwohnungen in der Straße Am Bogen/Pestalozzistraße (1984) und von 26 Sozialwohnungen an der Beethovenstraße (1990).

#### Wiederaufnahme des Siedlungsbaus (ab 1998)
Zwischen 1998 und 2001 wurde die Siedlung an der Lenbachallee modernisiert und um 200 Wohnungen nachverdichtet. Zwischen 1999 und 2001 entstand die Siedlung am Hans-Kreß-Wald (Prinz-Otto-Straße, Sebastian-Pöttinger-Weg, Dr.-Otto-Bößner-Weg) mit 162 Wohnungen in 14 freistehenden Häusern. Ein Teil davon wurde alten- und behindertengerecht gebaut. Beide Projekte trugen wesentlich dazu bei, den seit 1988 zu verzeichnenden Rückgang der Ottobrunner Bevölkerung zu stoppen und die Einwohnerzahl Ottobrunns maßvoll zu heben. In den Jahren 2011–2012 entstand im Winkel zwischen der Alten Landstraße und dem Amalienweg die Siedlung am Amalienwald (auch Amalienhöfe) aus 73 Wohnungen.

### Schulen

#### Regelschulen

##### Grundschulen
In Ottobrunn gibt es drei Grundschulen: die Grundschule an der Friedenstraße (Schule I), die Grundschule an der Lenbachallee (Schule II) und die Grundschule an der Albert-Schweitzer-Straße (Schule III).
Die Grundschule (seit 1945: Volksschule) an der Friedenstraße nahe der Ottobrunner Ortsmitte wurde 1937 als Nachfolgerin der Waldschule von 1920 gegründet. In den Anfangsjahren wurden an der Friedenstraße auch Kinder aus dem benachbarten Riemerling unterrichtet. Schon 1951–1952 musste das Hauptgebäude der Schule – es bildet den Ostteil des heutigen Schul-Hauptbaus – verlängert werden. Der Anbau trat an die Stelle des Holzbaus der einstigen Waldschule. 1955 erhielt die Schule an der Friedenstraße die erste Schulturnhalle Ottobrunns (Jahnhalle). Sie wurde bis 1978 auch für große außerschulische Kulturveranstaltungen genutzt. 1957–1958 erfuhr die Schule erneut eine Erweiterung. 1970 wurde die Schule erstmals modernisiert, 1998–2001 folgte die zweite Modernisierung, verbunden mit einer Generalsanierung.
Die Grundschule (ursprünglich: Volksschule) an der Lenbachallee im Osten Ottobrunns wurde am 1. Dezember 1962 eingeweiht. Sie nahm vor allem Schüler aus der drei Jahre zuvor fertiggestellten Bundeswehr-Siedlung an der Lenbachallee auf. 1964 erhielt die Schule eine Turnhalle und das erste Lehrschwimmbecken im Landkreis München. Ein erster Umbau der Schule samt Renovierung wurde 1997 abgeschlossen. 2010 erhielt die Schule einen Anbau; die Räume im Altbau wurden 2010/2011 renoviert und ausgebaut.
Die Grundschule (ursprünglich: Volksschule) an der Albert-Schweitzer-Straße im Süden Ottobrunns nahm am 10. September 1970 ihren Betrieb auf. Sie war durch einen starken Zuzug von Mitarbeitern der Unternehmen Messerschmitt-Bölkow-Blohm und IABG sowie deren Angehörigen notwendig geworden. Im ersten Jahr ihres Bestehens beherbergte die Schule auch das neu gegründete Ottobrunner Gymnasium, das seinerzeit noch kein eigenes Schulhaus besaß. 1975 wurde die Schule an der Albert-Schweitzer-Straße um einen Trakt erweitert, der Kinder aus benachbarten Neubaugebieten (z. B. an der Ottosäule) aufnehmen sollte. Der erwartete Schülerandrang blieb jedoch aus. Daher nahm der Erweiterungsbau für etliche Jahre erneut Klassen des überbelegten Ottobrunner Gymnasiums sowie von Schulen aus Unterhaching, Höhenkirchen und Taufkirchen auf. Inzwischen haben dort unter anderem die Rosmarie-Theobald-Musikschule, die Ballettschule und die Volkshochschule eine feste Bleibe gefunden.
1968 wurden die bayerischen Volksschulen in Grundschulen mit Teilhauptschulen umgewandelt. Die Schülerjahrgänge 7 bis 9 aus Ottobrunn kamen daraufhin nach Riemerling in den Hauptschul-Abschnitt der neu gebauten Carl-Steinmeier-Volksschule (heute Carl-Steinmeier-Mittelschule). Eine erneute Organisationsänderung im Jahr 1994 machte die Volksschulen Bayerns endgültig zu reinen Grundschulen. Die Schülerjahrgänge 5 und 6 aus Ottobrunn wurden der Riemerlinger Hauptschule zugewiesen. Ungeachtet dessen wurden die drei Ottobrunner Grundschulen erst 2012 zum Schuljahreswechsel offiziell von Volksschulen in Grundschulen umbenannt.

##### Gymnasium

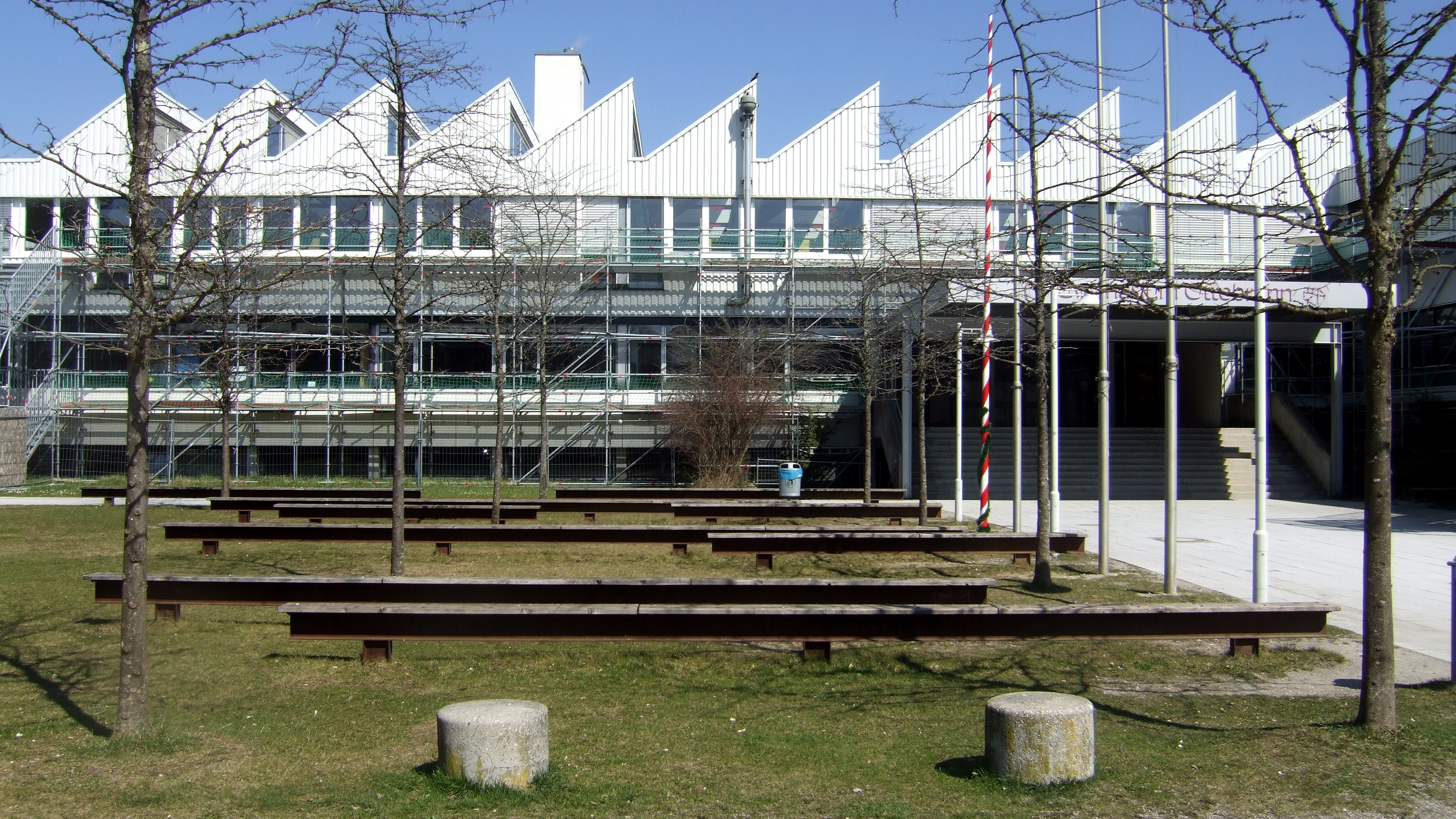
Gymnasium Ottobrunn (alter Bauteil A)

Das Gymnasium Ottobrunn (GO) an der Karl-Stieler-Straße nahm 1969 seinen Betrieb auf, zuerst in den Räumen der Schule II an der Lenbachallee (1969/70), dann in der Schule III an der Albert-Schweitzer-Straße (1970/71). Das Einzugsgebiet reichte anfangs von München-Waldperlach bis Großhelfendorf. Ein eigenes Gebäude (später Bauteil A genannt) konnte erst 1971 bezogen werden. Es war von Anfang an zu klein, um dem Andrang der geburtenstarken Jahrgänge gerecht zu werden. Auch der sogenannte „Neubau“ (Bauteil B, 1972–1973) und zahlreiche Umbauten schufen nur teilweise Abhilfe. Jahrelang mussten ganze Jahrgangsstufen in die Volksschule Riemerling und in die Schule III ausgelagert werden. Ein weiterer Anbau (Bauteil C) wurde im April 2002 bezugsfertig.
1974 und 1976 wurde am Gymnasium Brandstiftung verübt. Beim ersten Mal brannte der Verwaltungstrakt vollständig aus. Beim zweiten Mal brannten der inzwischen wiederaufgebaute Verwaltungstrakt sowie einige benachbarte Räume.
Im Schuljahr 2002/2003 richtete das Gymnasium Ottobrunn die erste Notebookklasse ein. 2007 wurde das Gymnasium Ottobrunn als erste deutsche Schule in das „Innovative Schools Program“ der Firma Microsoft aufgenommen. Das Gymnasium wurde dadurch Mitglied eines Netzwerks aus damals erst 12 Pilotschulen weltweit, an denen neue Formen des Lernens mit Hilfe digitaler Informationstechnik praktiziert werden.
Ende der 2000er Jahre stellte man in den zentralen Bauteilen A und B schwerwiegende Brandschutzmängel fest. Da sich diese durch eine Sanierung nicht vollständig baurechtskonform beheben ließen, wurden die betroffenen Bauteile zwischen dem Sommer/Herbst 2013 und dem Frühjahr 2016 durch ein neues Schulhaus ersetzt. Bis zu dessen Fertigstellung war der Schulbetrieb an den Standort des Gymnasiums Höhenkirchen-Siegertsbrunn ausgelagert.

#### Freie Schulen
Die Volkshochschule SüdOst im Landkreis München (kurz „vhs SüdOst“) war bis 2012 eine Abteilung des Kulturkreises Ottobrunn. Die vhs SüdOst entstand 2002 durch eine Verschmelzung der Volkshochschule in Neubiberg und der Volkshochschule in Ottobrunn. Diese hatten schon seit 1985 verstärkt zusammengearbeitet. Die Volkshochschule in Ottobrunn war ihrerseits am 19. Juli 1958 aus der Taufe gehoben worden.
Die Rosmarie-Theobald-Musikschule Ottobrunn (RTM) wurde 1969 gegründet und ist nach ihrer 1983 tödlich verunglückten Gründerin benannt. Seit 1971 ist die RTM Mitglied im Verband deutscher Musikschulen und im Verband Bayerischer Sing- und Musikschulen. Anlässlich ihres 25-jährigen Bestehens im Jahr 1995 konnte die Musikschule erstmals eigene Räume in der Schule III an der Albert-Schweitzer-Straße beziehen.
Die Ballettschule Ottobrunn (BSO) wurde 1969 von der ehemaligen Solotänzerin an der Bayerischen Staatsoper Edith Eder-Demharter gegründet.
Bis zu ihrer Ausgliederung im Jahr 2012 gehörten die RTM und die BSO als Abteilungen dem Kulturkreis Ottobrunn an.

### Kinder- und Jugendarbeit
Den Pfadfinderstamm DPSG Ottobrunn gibt es seit 1971, zuerst in den Pfarrräumen von St. Magdalena, seit 1986 im eigenen Haus in der Ottostraße. Im Januar 2008 zogen die Pfadfinder in ein ehemaliges Wachgebäude der EADS in der Nähe des Haidgrabens um, da das Haus in der Ottostraße zur Erweiterung der benachbarten Feuerwache abgerissen wurde. Seit Oktober 2009 finden die Gruppenstunden im neu gebauten Pfadfinderhaus in der Buchenstraße (Bauherr: Gemeinde Ottobrunn) statt.
Der Stamm Robin Hood (Ottobrunn) im Bund der Pfadfinderinnen und Pfadfinder (BdP) existiert ebenfalls seit 1971. Sein Treffpunkt „Waldhäusl“ im Amalienwald wurde den Pfadfindern 1977 von der Gemeinde Ottobrunn zur Verfügung gestellt.

### Senioren
Ottobrunns erstes Altersheim stand an der Finkenstraße auf dem Gelände der heutigen Schule III. Es war dem Barackenkrankenhaus der Inneren Mission angegliedert, das seit 1947 im ehemaligen Bauleitgebäude der Luftfahrtforschungsanstalt München (LFM) untergebracht war. Das Heim hatte 45 Plätze, bevor es 1966 mit dem Krankenhaus stillgelegt und 1968 abgerissen wurde.

### Öffentliche Büchereien
Die Gemeindebibliothek im Wolf-Ferrari-Haus existiert seit dem 1. Februar 1978. Bis zur Einweihung des Wolf-Ferrari-Hauses am 26. September 1986 war die Bücherei im Gymnasium Ottobrunn untergebracht. Dort hatte sie ihren Betrieb mit 5.000 Bänden aufgenommen.
Derzeit wird sie umfassend renoviert und öffnet planmäßig wieder im Januar 2018.
Die Bücherei im Pfarrheim von St. Otto wurde 1937 mit einem Bestand von 100 Büchern ins Leben gerufen. Er wuchs binnen 50 Jahren auf 3.000 an. 2011 wurde die Bibliothek aufgelöst.
Die Bücherei St. Magdalena wurde am 15. Dezember 1963 als Volksbücherei des Sankt Michaelsbundes im Pfarrheim von St. Magdalena gegründet und hatte einen Anfangsbestand von 1.400 verlagsneuen Bänden.

### Freiwillige Feuerwehr
Gegründet wurde die Ottobrunner Feuerwehr am 14. Juni 1914 als „Freiwillige Kolonistenfeuerwehr Löschzug Unterhaching“. Sie war nicht nur der erste Verein Ottobrunns, sondern ist auch eine der jüngsten Freiwilligen Feuerwehren im Landkreis. Anlass für die Gründung war ein Großbrand im Winter 1913/14, der die Kegelbahn und weitere Anbauten der Gaststätte „Waldschlößchen“ eingeäschert hatte.
In ihren ersten Jahrzehnten war die Waldsiedlung Ottobrunn einer hohen Brandgefahr ausgesetzt, weil die meisten Gebäude aus Holz gebaut waren. Bis zur Elektrifizierung wurde mit Holz und Kohle geheizt und gekocht, der Beleuchtung dienten Petroleumlampen. Brandgefahr ging auch vom Funkenflug der Dampfeisenbahn aus, die das Siedlungsgebiet von Nordwesten nach Südosten querte. Sorgen bereiteten den Rettungskräften zudem die langen Anmarschstrecken auf schlechten, kaum befestigten Wegen zum Gerätehaus und den weit verstreuten Einsatzorten. Zwischen dem Zweiten Weltkrieg und den 1960er Jahren kam es oft zu Barackenbränden durch unsachgemäß montierte Rauchrohre.
Die Ausrüstung der ersten Jahre war in einem Geräteschuppen in der Prinz-Otto-Straße (heute Nr. 11) untergebracht. 1926 übersiedelte die Feuerwehr in die Jahnstraße (heute Nr. 2), direkt gegenüber dem Waldschlößchen. Das dort errichtete Spritzenhaus wurde 1955 und 1959 erweitert (um 2003 abgerissen). Stets mussten Fuhrpark und Geräteausstattung an steigende Anforderungen angepasst werden. Ursachen waren die Verdichtung des Siedlungsraums, die Anlage von Gewerbegebieten, die zunehmende Größe und Vielfalt der zu löschenden Gebäude, die Eröffnung des Autobahnrings München-Ost (1970er Jahre) sowie die Übernahme neuer Aufgaben unter dem Motto „Retten – Löschen – Bergen – Schützen“. 1971 zog die Feuerwehr in ein neues Gerätehaus an der Ottostraße 19. Seither entstanden auf dem Gelände mehrere, zum Teil miteinander verbundene Gebäude für die Unterbringung von Einsatzfahrzeugen, Werkstätten, Verwaltung und Sozialbereichen. 2010 beendete die Einweihung des umgebauten und erweiterten Gerätehauses eine dreijährige Bauphase. In der erweiterten Feuerwache ist seit 2010 auch einer der Notärzte des Rettungszweckverbandes München stationiert.
Schon in den 1930er Jahren war die Freiwillige Feuerwehr Ottobrunn so gut ausgerüstet und ausgebildet, dass sie im Zweiten Weltkrieg zu zahlreichen, sehr schwierigen Einsätzen nach Luftangriffen auf München herangezogen wurde. 1958 baute sie die erste Jugendfeuerwehr im Landkreis auf, um dem drohenden Nachwuchsmangel vorzubeugen. 1962 unterstützte sie den Aufbau der Betriebsfeuerwehr der Firma Bölkow (später Werkfeuerwehr der Firmen MBB/DASA/Dasa/EADS/Airbus Defence and Space und IABG). 1966 trat die erste junge Frau in die Ottobrunner Feuerwehr ein.

### Wasserversorgung
Die öffentliche Wasserversorgung Ottobrunns begann 1914 mit der Inbetriebnahme eines Wasserwerks an der Prinz-Otto-Straße (Nr. 9). Es war auf Initiative des 1912 entstandenen Wasserversorgungsvereins e. V. München Süd-Ost (auch „Wasserversorgungsgenossenschaft“) zustande gekommen und versorgte die sogenannte Parkkolonie, die sich nördlich der heutigen Putzbrunner Straße bis nach Neubiberg erstreckte. Ab 1925 belieferte das Wasserwerk auch die südlich der Putzbrunner Straße gelegenen Kolonien Ottohain und Otto-Kolonie, deren Siedler sich im Vorjahr ihrerseits zu einer öffentlich-rechtlichen Wasserbezugsgenossenschaft zusammengeschlossen hatten. 1927 waren rund 700 Haushalte über ein Druckrohrnetz von 27 Kilometern Länge an das Wasserwerk angeschlossen.

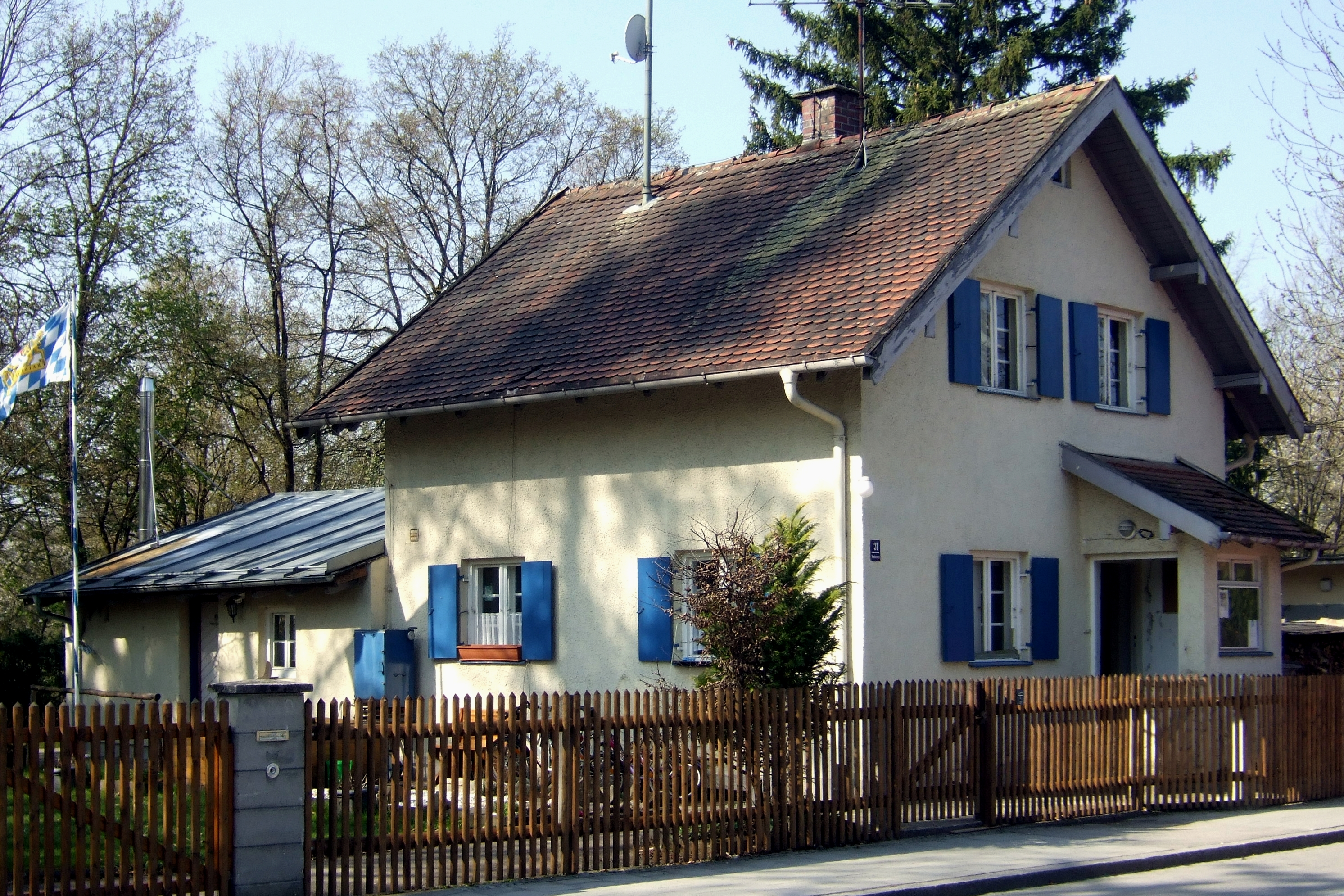
Ehemaliges zweites Wasserwerk (Ranhazweg)

1936 nahm die Wasserbezugsgenossenschaft der Kolonie Ottohain und der Otto-Kolonie ein eigenes Wasserwerk am Ranhazweg (Nr. 31) in Betrieb. Mit der Selbständigwerdung Ottobrunns am 1. April 1955 wurde die Gemeinde Vertragspartner der Wasserbezugsgenossenschaften. Infolge des starken Bevölkerungswachstums, vor allem durch die Siedlung an der Lenbachallee (ab 1959), war das Wasserwerk am Ranhazweg Anfang der 1960er Jahre kaum noch in der Lage, den gesamten Wasserbedarf der Gemeinde zu decken. Daher wurde am 7. Januar 1963 die Trinkwasserversorgung des östlich der Bahnlinie gelegenen Teils von Ottobrunn (Versorgungsgebiet Ottobrunn-Ost) von der Landeshauptstadt München (Stadtwerke) übernommen. Deren Wasser stammt größtenteils aus dem bayerischen Voralpenland (oberes Mangfalltal und Loisachtal bei Oberau). Dank dieser Lösung konnte das Wasserwerk an der Prinz-Otto-Straße, das man noch 1963 vorsorglich modernisiert hatte, 1965 stillgelegt werden.
Danach war das Wasserwerk am Ranhazweg für den gesamten westlich der Bahnlinie gelegenen Teil Ottobrunns (Versorgungsgebiet Ottobrunn-West) zuständig. Aufgrund des hohen Bevölkerungszuwachses, vor allem im Südwesten der Gemeinde (z. B. Siedlung an der Ottosäule, Schwimmbad am Haidgraben), geriet es aber in den 1970er Jahren an die Grenzen seiner Kapazität. Am 1. April 1980 wurde es durch das von den Gemeinden Hohenbrunn und Ottobrunn gemeinschaftlich errichtete Wasserwerk Hohenbrunn (Hohenbrunner Str. 102) mit seinen Brunnen I bis IV abgelöst.
Zur Verbesserung der Wasserqualität ersetzten die Gemeinden Hohenbrunn und Ottobrunn im Mai 1994 und Juli 1999 ihre Trinkwasserversorgung aus dem Hohenbrunner Wasserwerk durch die Brunnen V und VI im erweiterten Wasserschutzgebiet im Höhenkirchener Forst (Prinz-Karl-Geräumt). Entsprechend seinem Verbrauchsanteil an der geförderten Wassermenge beteiligt sich Ottobrunn zu rund 70 Prozent an den Investitionskosten (z. B. Sanierung, Erweiterung).

### Zweckverbände
Der Zweckverband München-Südost (ZVMSO) wurde 1960 als Abwasser-Zweckverband gegründet.
Der Zweckverband Staatliche weiterführende Schulen im Südosten des Landkreises München existiert seit 1973. Vorläufer des Schulzweckverbands war der 1968 von Gemeinde und Landkreis gegründete Zweckverband Staatliches Gymnasium Ottobrunn. Er konzentrierte sich ausschließlich auf den Bau des Ottobrunner Gymnasiums.

## Historische Ortspläne
- Topographisches Bureau (Hrsg.): Blatt Hohenbrunn (Nr. 715) (= Topographische Karte von Bayern) 1:25 000. 1900.
- K(öniglich) Bayer(isches) Topographisches Bureau (Hrsg.): Topogr(aphische) Karte v(on) Bayern 1:25 000, Blatt Hohenbrunn. 715. 1910 (Aufnahme 1907).
- Übersichtskarte der Ansiedelungen Neubibergs und Umgebung. 1916. In: Int(eressenten)-Ver(einigung) Parkkolonie Neubiberg e. V. (Hrsg.): Adreß-Buch der Ansiedelungen Neubiberg und Umgebung. 2. Ausgabe; München 1916. Reproduziert in: Katja Klee, Hermann Rumschöttel (Hrsg.): Neubiberg – Unterbiberg. Von den Anfängen am Hachinger Bach bis ins 21. Jahrhundert. Selbstverlag, Neubiberg 2010, S. 143.
- Waldkolonie Ottohain. In: Int(eressenten)-Ver(einigung) Parkkolonie Neubiberg e. V. (Hrsg.): Adreß-Buch der Ansiedelungen Neubiberg und Umgebung. 2. Ausgabe; München 1916.
- (…) Gerber: Park-Kolonie Neubiberg. In: Int(eressenten)-Ver(einigung) Parkkolonie Neubiberg e. V. (Hrsg.): Adreß--Buch der Ansiedelungen Neubiberg und Umgebung. 2. Ausgabe, München 1916. Reproduziert in: Interessengemeinschaft 100 Jahre Siedlungsraum Ottobrunn (Hrsg.): 100 Jahre Siedlungsraum Ottobrunn. Selbstverlag, Ottobrunn 2002, S. 10.
- Orientierungsplan z(ur) Park-kolonie. M(aßstab) = 1:5000. Ohne Orts- und Zeitangabe (1920 ff.?).
- Bayer. Topographisches Bureau, Hauptvermessungsabteilung XIII München (Hrsg.): Topogr(aphische) Karte v(on) Bayern 1:25 000 (4 cm-Karte), Blatt Hohenbrunn 715. 1939 (Aufnahme 1907. Erkundung 1925. Ausgabe 1926. Letzte Nachträge 1935,39).
- Bayer. Landesvermessungsamt München (Hrsg.): Topogr(aphische) Karte v(on) Bayern 1:25 000 (4 cm-Karte), Blatt Hohenbrunn 715. 1950 (Aufnahme 1907. Ausgabe 1926. Einzelne Nachträge 1950).
- Theodor Gschwenter: Orientierungsplan Waldperlach, Neubiberg, Ottobrunn, Riemerling. M(aßstab) = 1:5000 (Schulkarte). Selbstverlag, Riemerling vor München, Mai 1961, F. 479302.
- Ortsplan Ottobrunn. 1974 (1. Auflage), ohne ISBN; 1986 (2. Auflage), ISBN 3-8164-8012-8. – Ortsplan – Plan de Ville – Town Map Neubiberg und Ottobrunn mit Hohenbrunn und Putzbrunn. 1987 (3. Auflage), ISBN 3-8164-2172-5; 1990 (4. Auflage), ISBN 3-8164-2450-3; 1992 (6. Auflage), ISBN 3-8164-3161-5; 1996 (8. Auflage), ISBN 3-8164-4367-1; 2000 (10. Auflage), ISBN 3-8164-5648-01; 2003? (11. Auflage), ISBN 3-8164-6260-X; 2005 (12., erweiterte Auflage), ISBN 3-8164-6796-2; 2007 (13. Auflage), ISBN 978-3-8164-7435-7. – Maßstab 1:10000, Städte-Verlag E. v. Wagner & J. Mitterhuber, Fellbach.